# Lista över medaljörer i världsmästerskapen i bordtennis
Detta är en lista över samtliga medaljörer i världsmästerskapen i bordtennis.

## Individuella grenar

### Herrsingel
| År              | Värdstad   | Guld                 | Silver            | Brons                      |
| --------------- | ---------- | -------------------- | ----------------- | -------------------------- |
| 1926            | London     | Roland Jacobi        | Zoltán Mechlovits | Munio Pillinger            |
| 1926            | London     | Roland Jacobi        | Zoltán Mechlovits | S.R.G. Suppiah             |
| 1928            | Stockholm  | Zoltán Mechlovits    | Laszlo Bellak     | Paul Flussmann             |
| 1928            | Stockholm  | Zoltán Mechlovits    | Laszlo Bellak     | Alfred Liebster            |
| 1929            | Budapest   | Fred Perry           | Miklós Szabados   | Adrian Haydon              |
| 1929            | Budapest   | Fred Perry           | Miklós Szabados   | Zoltán Mechlovits          |
| 1930            | Berlin     | Viktor Barna         | Laszlo Bellak     | Lajos Dávid                |
| 1930            | Berlin     | Viktor Barna         | Laszlo Bellak     | István Kelen               |
| 1931            | Budapest   | Miklós Szabados      | Viktor Barna      | Ferenc Kovacs              |
| 1931            | Budapest   | Miklós Szabados      | Viktor Barna      | Nikita Madjaroglou         |
| 1932            | Prag       | Viktor Barna         | Miklós Szabados   | Istvan Boros               |
| 1932            | Prag       | Viktor Barna         | Miklós Szabados   | Erwin Kohn                 |
| 1933 (Januari)  | Baden      | Viktor Barna         | Stanislav Kolář   | Sándor Glancz              |
| 1933 (Januari)  | Baden      | Viktor Barna         | Stanislav Kolář   | Adrian Haydon              |
| 1933 (December) | Paris      | Viktor Barna         | Laszlo Bellak     | Tibor Házi                 |
| 1933 (December) | Paris      | Viktor Barna         | Laszlo Bellak     | Miklós Szabados            |
| 1935            | Wembley    | Viktor Barna         | Miklós Szabados   | Alojzy Ehrlich             |
| 1935            | Wembley    | Viktor Barna         | Miklós Szabados   | Erwin Kohn                 |
| 1936            | Prag       | Stanislav Kolář      | Alojzy Ehrlich    | Richard Bergmann           |
| 1936            | Prag       | Stanislav Kolář      | Alojzy Ehrlich    | Ferenc Soos                |
| 1937            | Baden      | Richard Bergmann     | Alojzy Ehrlich    | Hans Hartinger             |
| 1937            | Baden      | Richard Bergmann     | Alojzy Ehrlich    | Ferenc Soos                |
| 1938            | Wembley    | Bohumil Váňa         | Richard Bergmann  | Viktor Barna               |
| 1938            | Wembley    | Bohumil Váňa         | Richard Bergmann  | Tibor Házi                 |
| 1939            | Kairo      | Richard Bergmann     | Alojzy Ehrlich    | Žarko Dolinar              |
| 1939            | Kairo      | Richard Bergmann     | Alojzy Ehrlich    | Bohumil Váňa               |
| 1947            | Paris      | Bohumil Váňa         | Ferenc Sidó       | Johnny Leach               |
| 1947            | Paris      | Bohumil Váňa         | Ferenc Sidó       | Louis Pagliaro             |
| 1948            | Wembley    | Richard Bergmann     | Bohumil Váňa      | Guy Amouretti              |
| 1948            | Wembley    | Richard Bergmann     | Bohumil Váňa      | Ivan Andreadis             |
| 1949            | Stockholm  | Johnny Leach         | Bohumil Váňa      | Martin Reisman             |
| 1949            | Stockholm  | Johnny Leach         | Bohumil Váňa      | Ferenc Soos                |
| 1950            | Budapest   | Richard Bergmann     | Ferenc Soos       | Ivan Andreadis             |
| 1950            | Budapest   | Richard Bergmann     | Ferenc Soos       | Ferenc Sidó                |
| 1951            | Wien       | Johnny Leach         | Ivan Andreadis    | Ferenc Sidó                |
| 1951            | Wien       | Johnny Leach         | Ivan Andreadis    | Vaclav Tereba              |
| 1952            | Bombay     | Hiroji Satoh         | József Kóczián    | Guy Amouretti              |
| 1952            | Bombay     | Hiroji Satoh         | József Kóczián    | Rene Roothooft             |
| 1953            | Bukarest   | Ferenc Sidó          | Ivan Andreadis    | József Kóczián             |
| 1953            | Bukarest   | Ferenc Sidó          | Ivan Andreadis    | Ladislav Štípek            |
| 1954            | Wembley    | Ichiro Ogimura       | Tage Flisberg     | Ivan Andreadis             |
| 1954            | Wembley    | Ichiro Ogimura       | Tage Flisberg     | Richard Bergmann           |
| 1955            | Utrecht    | Toshiaki Tanaka      | Žarko Dolinar     | Stephen Cafiero            |
| 1955            | Utrecht    | Toshiaki Tanaka      | Žarko Dolinar     | Ferenc Sidó                |
| 1956            | Tokyo      | Ichiro Ogimura       | Toshiaki Tanaka   | Akio Nohira                |
| 1956            | Tokyo      | Ichiro Ogimura       | Toshiaki Tanaka   | Yoshio Tomita              |
| 1957            | Stockholm  | Toshiaki Tanaka      | Ichiro Ogimura    | Ivan Andreadis             |
| 1957            | Stockholm  | Toshiaki Tanaka      | Ichiro Ogimura    | Heinz Schneider            |
| 1959            | Dortmund   | Rong Guotuan         | Ferenc Sidó       | Richard Miles              |
| 1959            | Dortmund   | Rong Guotuan         | Ferenc Sidó       | Ichiro Ogimura             |
| 1961            | Peking     | Zhuang Zedong        | Li Furong         | Xu Yinsheng                |
| 1961            | Peking     | Zhuang Zedong        | Li Furong         | Zhang Xielin               |
| 1963            | Prag       | Zhuang Zedong        | Li Furong         | Wang Zhiliang              |
| 1963            | Prag       | Zhuang Zedong        | Li Furong         | Zhang Xielin               |
| 1965            | Ljubljana  | Zhuang Zedong        | Li Furong         | Eberhard Schöler           |
| 1965            | Ljubljana  | Zhuang Zedong        | Li Furong         | Zhou Lansun                |
| 1967            | Stockholm  | Nobuhiko Hasegawa    | Mitsuru Kohno     | Koji Kimura                |
| 1967            | Stockholm  | Nobuhiko Hasegawa    | Mitsuru Kohno     | Eberhard Schöler           |
| 1969            | München    | Shigeo Itoh          | Eberhard Schöler  | Kenji Kasai                |
| 1969            | München    | Shigeo Itoh          | Eberhard Schöler  | Tokio Tasaka               |
| 1971            | Nagoya     | Stellan Bengtsson    | Shigeo Itoh       | Dragutin Šurbek            |
| 1971            | Nagoya     | Stellan Bengtsson    | Shigeo Itoh       | Xi Enting                  |
| 1973            | Sarajevo   | Xi Enting            | Kjell Johansson   | Antun Stipančić            |
| 1973            | Sarajevo   | Xi Enting            | Kjell Johansson   | Dragutin Šurbek            |
| 1975            | Calcutta   | István Jónyer        | Antun Stipančić   | Mitsuru Kohno              |
| 1975            | Calcutta   | István Jónyer        | Antun Stipančić   | Norio Takashima            |
| 1977            | Birmingham | Mitsuru Kohno        | Guo Yuehua        | Huang Liang                |
| 1977            | Birmingham | Mitsuru Kohno        | Guo Yuehua        | Liang Geliang              |
| 1979            | Pyongyang  | Seiji Ono            | Guo Yuehua        | Li Zhenshi                 |
| 1979            | Pyongyang  | Seiji Ono            | Guo Yuehua        | Liang Geliang              |
| 1981            | Novi Sad   | Guo Yuehua           | Cai Zhenhua       | Stellan Bengtsson          |
| 1981            | Novi Sad   | Guo Yuehua           | Cai Zhenhua       | Dragutin Šurbek            |
| 1983            | Tokyo      | Guo Yuehua           | Cai Zhenhua       | Jiang Jialiang             |
| 1983            | Tokyo      | Guo Yuehua           | Cai Zhenhua       | Wang Huiyuan               |
| 1985            | Göteborg   | Jiang Jialiang       | Chen Longcan      | Lo Chuen Chung             |
| 1985            | Göteborg   | Jiang Jialiang       | Chen Longcan      | Teng Yi                    |
| 1987            | New Delhi  | Jiang Jialiang       | Jan-Ove Waldner   | Chen Xinhua                |
| 1987            | New Delhi  | Jiang Jialiang       | Jan-Ove Waldner   | Teng Yi                    |
| 1989            | Dortmund   | Jan-Ove Waldner      | Jörgen Persson    | Andrzej Grubba             |
| 1989            | Dortmund   | Jan-Ove Waldner      | Jörgen Persson    | Yu Shentong                |
| 1991            | Chiba City | Jörgen Persson       | Jan-Ove Waldner   | Kim Taek-Soo (South Korea) |
| 1991            | Chiba City | Jörgen Persson       | Jan-Ove Waldner   | Ma Wenge                   |
| 1993            | Göteborg   | Jean-Philippe Gatien | Jean-Michel Saive | Zoran Primorac             |
| 1993            | Göteborg   | Jean-Philippe Gatien | Jean-Michel Saive | Jan-Ove Waldner            |
| 1995            | Tianjin    | Kong Linghui         | Liu Guoliang      | Ding Song                  |
| 1995            | Tianjin    | Kong Linghui         | Liu Guoliang      | Wang Tao                   |
| 1997            | Manchester | Jan-Ove Waldner      | Vladimir Samsonov | Kong Linghui               |
| 1997            | Manchester | Jan-Ove Waldner      | Vladimir Samsonov | Yan Sen                    |
| 1999            | Eindhoven  | Liu Guoliang         | Ma Lin            | Werner Schlager            |
| 1999            | Eindhoven  | Liu Guoliang         | Ma Lin            | Jan-Ove Waldner            |
| 2001            | Osaka      | Wang Liqin           | Kong Linghui      | Chiang Peng-lung           |
| 2001            | Osaka      | Wang Liqin           | Kong Linghui      | Ma Lin                     |
| 2003            | Paris      | Werner Schlager      | Joo Se-Hyuk       | Kong Linghui               |
| 2003            | Paris      | Werner Schlager      | Joo Se-Hyuk       | Kalinikos Kreanga          |
| 2005            | Shanghai   | Wang Liqin           | Ma Lin            | Michael Maze               |
| 2005            | Shanghai   | Wang Liqin           | Ma Lin            | Oh Sang Eun                |
| 2007            | Zagreb     | Wang Liqin           | Ma Lin            | Ryu Seung-Min              |
| 2007            | Zagreb     | Wang Liqin           | Ma Lin            | Wang Hao                   |
| 2009            | Yokohama   | Wang Hao             | Wang Liqin        | Ma Lin                     |
| 2009            | Yokohama   | Wang Hao             | Wang Liqin        | Ma Long                    |
| 2011            | Rotterdam  | Zhang Jike           | Wang Hao          | Timo Boll                  |
| 2011            | Rotterdam  | Zhang Jike           | Wang Hao          | Ma Long                    |
| 2013            | Paris      | Zhang Jike           | Wang Hao          | Ma Long                    |
| 2013            | Paris      | Zhang Jike           | Wang Hao          | Xu Xin                     |
| 2015            | Suzhou     | Ma Long              | Fang Bo           | Fan Zhendong               |
| 2015            | Suzhou     | Ma Long              | Fang Bo           | Zhang Jike                 |
| 2017            | Düsseldorf | Ma Long              | Fan Zhendong      | Xu Xin                     |
| 2017            | Düsseldorf | Ma Long              | Fan Zhendong      | Lee Sang-su                |
| 2019            | Budapest   | Ma Long              | Mattias Falck     | Liang Jingkun              |
| 2019            | Budapest   | Ma Long              | Mattias Falck     | An Jae-hyun                |
| 2021            | Houston    | Fan Zhendong         | Truls Möregårdh   | Timo Boll                  |
| 2021            | Houston    | Fan Zhendong         | Truls Möregårdh   | Liang Jingkun              |
| 2023            | Durban     | Fan Zhendong         | Wang Chuqin       | Liang Jingkun              |
| 2023            | Durban     | Fan Zhendong         | Wang Chuqin       | Ma Long                    |
| 2025            | Doha       | Wang Chuqin          | Hugo Calderano    | Liang Jingkun              |
| 2025            | Doha       | Wang Chuqin          | Hugo Calderano    | Truls Möregårdh            |

### Herrdubbel
| År              | Värdstad   | Guld                              | Silver                              | Brons                                |
| --------------- | ---------- | --------------------------------- | ----------------------------------- | ------------------------------------ |
| 1926            | London     | Roland Jacobi Daniel Pecsi        | Béla von Kehrling Zoltán Mechlovits | Paul Flussmann Munio Pillinger       |
| 1926            | London     | Roland Jacobi Daniel Pecsi        | Béla von Kehrling Zoltán Mechlovits | Cyril Mossford Hedley Penny          |
| 1928            | Stockholm  | Alfred Liebster Robert Thum       | Charles Bull Fred Perry             | Laszlo Bellak Sándor Glancz          |
| 1928            | Stockholm  | Alfred Liebster Robert Thum       | Charles Bull Fred Perry             | Roland Jacobi Zoltán Mechlovits      |
| 1929            | Budapest   | Viktor Barna Miklós Szabados      | Laszlo Bellak Sándor Glancz         | Charles Bull Fred Perry              |
| 1929            | Budapest   | Viktor Barna Miklós Szabados      | Laszlo Bellak Sándor Glancz         | Istvan Reti Gyorgy Szegedi           |
| 1930            | Berlin     | Viktor Barna Miklós Szabados      | Alfred Liebster Robert Thum         | Laszlo Bellak Sándor Glancz          |
| 1930            | Berlin     | Viktor Barna Miklós Szabados      | Alfred Liebster Robert Thum         | Valter Kolmodin Hille Nilsson        |
| 1931            | Budapest   | Viktor Barna Miklós Szabados      | Lajos Dávid István Kelen            | Manfred Feher Alfred Liebster        |
| 1931            | Budapest   | Viktor Barna Miklós Szabados      | Lajos Dávid István Kelen            | Jindrich Lauterbach Karel Svoboda    |
| 1932            | Prag       | Viktor Barna Miklós Szabados      | Laszlo Bellak Sándor Glancz         | Istvan Boros Tibor Házi              |
| 1932            | Prag       | Viktor Barna Miklós Szabados      | Laszlo Bellak Sándor Glancz         | Charles Bull David Jones             |
| 1933 (Januari)  | Baden      | Viktor Barna Sándor Glancz        | István Kelen Lajos Dávid            | Manfred Feher Alfred Liebster        |
| 1933 (Januari)  | Baden      | Viktor Barna Sándor Glancz        | István Kelen Lajos Dávid            | Paul Flussmann Erwin Kohn            |
| 1933 (December) | Paris      | Viktor Barna Miklós Szabados      | Sándor Glancz Tibor Házi            | Istvan Boros Bela Nyitrai            |
| 1933 (December) | Paris      | Viktor Barna Miklós Szabados      | Sándor Glancz Tibor Házi            | Miloslav Hamr Kohn                   |
| 1935            | Wembley    | Viktor Barna Miklós Szabados      | Adrian Haydon Alfred Liebster       | Raoul Bedoc Daniel Guerin            |
| 1935            | Wembley    | Viktor Barna Miklós Szabados      | Adrian Haydon Alfred Liebster       | Laszlo Bellak István Kelen           |
| 1936            | Prag       | Robert Blattner James McClure     | Stanislav Kolář Okter Petrisek      | Karel Fleischner Adolf Slar          |
| 1936            | Prag       | Robert Blattner James McClure     | Stanislav Kolář Okter Petrisek      | Tibor Házi Ferenc Soos               |
| 1937            | Baden      | Robert Blattner James McClure     | Richard Bergmann Helmut Goebel      | Miloslav Hamr Frantisek Hanec Pivec  |
| 1937            | Baden      | Robert Blattner James McClure     | Richard Bergmann Helmut Goebel      | Adolf Slar Vaclav Tereba             |
| 1938            | Wembley    | James McClure Sol Schiff          | Viktor Barna Laszlo Bellak          | Eric Filby Hyman Lurie               |
| 1938            | Wembley    | James McClure Sol Schiff          | Viktor Barna Laszlo Bellak          | Stanislav Kolář Vaclav Tereba        |
| 1939            | Kairo      | Viktor Barna Richard Bergmann     | Miloslav Hamr Josef Tartakower      | Raoul Bedoc Michel Haguenauer        |
| 1939            | Kairo      | Viktor Barna Richard Bergmann     | Miloslav Hamr Josef Tartakower      | Jeffrey Hyde Hyman Lurie             |
| 1947            | Paris      | Adolf Slar Bohumil Váňa           | Jack Carrington Johnny Leach        | Viktor Barna Adrian Haydon           |
| 1947            | Paris      | Adolf Slar Bohumil Váňa           | Jack Carrington Johnny Leach        | Ladislav Štípek Vaclav Tereba        |
| 1948            | Wembley    | Ladislav Štípek Bohumil Váňa      | Adrian Haydon Ferenc Soos           | Viktor Barna Richard Bergmann        |
| 1948            | Wembley    | Ladislav Štípek Bohumil Váňa      | Adrian Haydon Ferenc Soos           | Heinrich Bednar Herbert Wunsch       |
| 1949            | Stockholm  | Ivan Andreadis František Tokár    | Ladislav Štípek Bohumil Váňa        | Richard Bergmann Tage Flisberg       |
| 1949            | Stockholm  | Ivan Andreadis František Tokár    | Ladislav Štípek Bohumil Váňa        | Douglas Cartland Richard Miles       |
| 1950            | Budapest   | Ferenc Sidó Ferenc Soos           | Ivan Andreadis František Tokár      | Ladislav Štípek Bohumil Váňa         |
| 1950            | Budapest   | Ferenc Sidó Ferenc Soos           | Ivan Andreadis František Tokár      | Vaclav Tereba Josef Turnovsky        |
| 1951            | Wien       | Ivan Andreadis Bohumil Váňa       | József Kóczián Ferenc Sidó          | Jack Carrington Johnny Leach         |
| 1951            | Wien       | Ivan Andreadis Bohumil Váňa       | József Kóczián Ferenc Sidó          | Ladislav Štípek František Tokár      |
| 1952            | Bombay     | Norikazu Fujii Tadaki Hayashi     | Richard Bergmann Johnny Leach       | Viktor Barna Adrian Haydon           |
| 1952            | Bombay     | Norikazu Fujii Tadaki Hayashi     | Richard Bergmann Johnny Leach       | Douglas Cartland Martin Reisman      |
| 1953            | Bukarest   | József Kóczián Ferenc Sidó        | Richard Bergmann Johnny Leach       | Ivan Andreadis Bohumil Váňa          |
| 1953            | Bukarest   | József Kóczián Ferenc Sidó        | Richard Bergmann Johnny Leach       | Viktor Barna Adrian Hayden           |
| 1954            | Wembley    | Žarko Dolinar Vilim Harangozo     | Viktor Barna Michel Haguenauer      | Ichiro Ogimura Yoshio Tomita         |
| 1954            | Wembley    | Žarko Dolinar Vilim Harangozo     | Viktor Barna Michel Haguenauer      | Adolf Slar Vaclav Tereba             |
| 1955            | Utrecht    | Ivan Andreadis Ladislav Štípek    | Žarko Dolinar Vilim Harangozo       | József Kóczián Ferenc Sidó           |
| 1955            | Utrecht    | Ivan Andreadis Ladislav Štípek    | Žarko Dolinar Vilim Harangozo       | Ichiro Ogimura Yoshio Tomita         |
| 1956            | Tokyo      | Ichiro Ogimura Yoshio Tomita      | Ivan Andreadis Ladislav Štípek      | Toshiaki Tanaka Keisuke Tsunoda      |
| 1956            | Tokyo      | Ichiro Ogimura Yoshio Tomita      | Ivan Andreadis Ladislav Štípek      | Vaclav Tereba Ludvik Vyhnanovsky     |
| 1957            | Stockholm  | Ivan Andreadis Ladislav Štípek    | Ichiro Ogimura Toshiaki Tanaka      | Elemer Gyetvai Ferenc Sidó           |
| 1957            | Stockholm  | Ivan Andreadis Ladislav Štípek    | Ichiro Ogimura Toshiaki Tanaka      | Toshihiko Miyata Keisuke Tsunoda     |
| 1959            | Dortmund   | Teruo Murakami Ichiro Ogimura     | Ladislav Štípek Ludvik Vyhnanovsky  | Hans Alsér Ake Rakell                |
| 1959            | Dortmund   | Teruo Murakami Ichiro Ogimura     | Ladislav Štípek Ludvik Vyhnanovsky  | Zoltán Berczik Laszlo Foldy          |
| 1961            | Peking     | Nobuya Hoshino Koji Kimura        | Zoltán Berczik Ferenc Sidó          | Li Furong Zhuang Zedong              |
| 1961            | Peking     | Nobuya Hoshino Koji Kimura        | Zoltán Berczik Ferenc Sidó          | Wang Jiasheng Zhou Lansun            |
| 1963            | Prag       | Wang Zhiliang Zhang Xielin        | Xu Yinsheng Zhuang Zedong           | Ken Konaka Keiichi Miki              |
| 1963            | Prag       | Wang Zhiliang Zhang Xielin        | Xu Yinsheng Zhuang Zedong           | Li Furong Wang Jiasheng              |
| 1965            | Ljubljana  | Xu Yinsheng Zhuang Zedong         | Wang Zhiliang Zhang Xielin          | Li Furong Wang Jiasheng              |
| 1965            | Ljubljana  | Xu Yinsheng Zhuang Zedong         | Wang Zhiliang Zhang Xielin          | Yu Changchun Zhou Lansun             |
| 1967            | Stockholm  | Hans Alsér Kjell Johansson        | Anatoly Amelin Stanislav Gomozkov   | Nobuhiko Hasegawa Mitsuru Kohno      |
| 1967            | Stockholm  | Hans Alsér Kjell Johansson        | Anatoly Amelin Stanislav Gomozkov   | Vladimir Miko Jaroslav Stanek        |
| 1969            | München    | Hans Alsér Kjell Johansson        | Nobuhiko Hasegawa Tokio Tasaka      | Anatoly Amelin Stanislav Gomozkov    |
| 1969            | München    | Hans Alsér Kjell Johansson        | Nobuhiko Hasegawa Tokio Tasaka      | Shigeo Itoh Mitsuru Kohno            |
| 1971            | Nagoya     | István Jónyer Tibor Klampár       | Liang Geliang Zhuang Zedong         | Katsuyuki Abe Yujiro Imano           |
| 1971            | Nagoya     | István Jónyer Tibor Klampár       | Liang Geliang Zhuang Zedong         | Nobuhiko Hasegawa Tokio Tasaka       |
| 1973            | Sarajevo   | Stellan Bengtsson Kjell Johansson | István Jónyer Tibor Klampár         | Jean-Denis Constant Jacques Secrétin |
| 1973            | Sarajevo   | Stellan Bengtsson Kjell Johansson | István Jónyer Tibor Klampár         | Antun Stipančić Dragutin Šurbek      |
| 1975            | Calcutta   | Gábor Gergely István Jónyer       | Antun Stipančić Dragutin Šurbek     | Katsuyuki Abe Shigeo Itoh            |
| 1975            | Calcutta   | Gábor Gergely István Jónyer       | Antun Stipančić Dragutin Šurbek     | Jean-Denis Constant Jacques Secrétin |
| 1977            | Birmingham | Li Zhenshi Liang Geliang          | Huang Liang Lu Yuansheng            | Stellan Bengtsson Kjell Johansson    |
| 1977            | Birmingham | Li Zhenshi Liang Geliang          | Huang Liang Lu Yuansheng            | Antun Stipančić Dragutin Šurbek      |
| 1979            | Pyongyang  | Antun Stipančić Dragutin Šurbek   | István Jónyer Tibor Klampár         | Guo Yuehua Liang Geliang             |
| 1979            | Pyongyang  | Antun Stipančić Dragutin Šurbek   | István Jónyer Tibor Klampár         | Li Zhenshi Wang Huiyuan              |
| 1981            | Novi Sad   | Cai Zhenhua Li Zhenshi            | Guo Yuehua Xie Saike                | Patrick Birocheau Jacques Secrétin   |
| 1981            | Novi Sad   | Cai Zhenhua Li Zhenshi            | Guo Yuehua Xie Saike                | Antun Stipančić Dragutin Šurbek      |
| 1983            | Tokyo      | Zoran Kalinić Dragutin Šurbek     | Jiang Jialiang Xie Saike            | Hiroyuki Abe Seiji Ono               |
| 1983            | Tokyo      | Zoran Kalinić Dragutin Šurbek     | Jiang Jialiang Xie Saike            | Wang Huiyuan Yang Yuhua              |
| 1985            | Göteborg   | Mikael Appelgren Ulf Carlsson     | Milan Orlowski Jindrich Pansky      | Cai Zhenhua Jiang Jialiang           |
| 1985            | Göteborg   | Mikael Appelgren Ulf Carlsson     | Milan Orlowski Jindrich Pansky      | Fan Changmao He Zhiwen               |
| 1987            | New Delhi  | Chen Longcan Wei Qingguang        | Ilija Lupulesku Zoran Primorac      | Ahn Jae-Hyung Yoo Nam-Kyu            |
| 1987            | New Delhi  | Chen Longcan Wei Qingguang        | Ilija Lupulesku Zoran Primorac      | Andrzej Grubba Leszek Kucharski      |
| 1989            | Dortmund   | Steffen Fetzner Jörg Roßkopf      | Zoran Kalinić Leszek Kucharski      | Chen Longcan Wei Qingguang           |
| 1989            | Dortmund   | Steffen Fetzner Jörg Roßkopf      | Zoran Kalinić Leszek Kucharski      | Hui Jun Teng Yi                      |
| 1991            | Chiba City | Peter Karlsson Thomas von Scheele | Lü Lin Wang Tao                     | Erik Lindh Jörgen Persson            |
| 1991            | Chiba City | Peter Karlsson Thomas von Scheele | Lü Lin Wang Tao                     | Andrei Mazunov Dmitrij Mazunov       |
| 1993            | Göteborg   | Lü Lin Wang Tao                   | Ma Wenge Zhang Lei                  | Kim Taek-Soo Yoo Nam-Kyu             |
| 1993            | Göteborg   | Lü Lin Wang Tao                   | Ma Wenge Zhang Lei                  | Lin Zhigang Liu Guoliang             |
| 1995            | Tianjin    | Lü Lin Wang Tao                   | Zoran Primorac Vladimir Samsonov    | Damien Eloi Jean-Philippe Gatien     |
| 1995            | Tianjin    | Lü Lin Wang Tao                   | Zoran Primorac Vladimir Samsonov    | Lin Zhigang Liu Guoliang             |
| 1997            | Manchester | Kong Linghui Liu Guoliang         | Jörgen Persson Jan-Ove Waldner      | Damien Eloi Jean-Philippe Gatien     |
| 1997            | Manchester | Kong Linghui Liu Guoliang         | Jörgen Persson Jan-Ove Waldner      | Koji Matsushita Hiroshi Shibutani    |
| 1999            | Eindhoven  | Kong Linghui Liu Guoliang         | Wang Liqin Yan Sen                  | Kim Taek-Soo Park Sang-Joon          |
| 1999            | Eindhoven  | Kong Linghui Liu Guoliang         | Wang Liqin Yan Sen                  | Zoran Primorac Vladimir Samsonov     |
| 2001            | Osaka      | Wang Liqin Yan Sen                | Kong Linghui Liu Guoliang           | Chang Yen-shu Chiang Peng-lung       |
| 2001            | Osaka      | Wang Liqin Yan Sen                | Kong Linghui Liu Guoliang           | Kim Taek-Soo Oh Sang-Eun             |
| 2003            | Paris      | Wang Liqin Yan Sen                | Kong Linghui Wang Hao               | Kim Taek-Soo Oh Sang-Eun             |
| 2003            | Paris      | Wang Liqin Yan Sen                | Kong Linghui Wang Hao               | Ma Lin Qin Zhijian                   |
| 2005            | Shanghai   | Kong Linghui Wang Hao             | Timo Boll Christian Süß             | Chen Qi Ma Lin                       |
| 2005            | Shanghai   | Kong Linghui Wang Hao             | Timo Boll Christian Süß             | Wang Liqin Yan Sen                   |
| 2007            | Zagreb     | Chen Qi Ma Lin                    | Wang Hao Wang Liqin                 | Chang Yen-shu Chiang Peng-lung       |
| 2007            | Zagreb     | Chen Qi Ma Lin                    | Wang Hao Wang Liqin                 | Ko Lai Chak Li Ching                 |
| 2009            | Yokohama   | Chen Qi Wang Hao                  | Ma Long Xu Xin                      | Hao Shuai Zhang Jike                 |
| 2009            | Yokohama   | Chen Qi Wang Hao                  | Ma Long Xu Xin                      | Seiya Kishikawa Jun Mizutani         |
| 2011            | Rotterdam  | Ma Long Xu Xin                    | Chen Qi Ma Lin                      | Jung Young-Sik Kim Min-Seok          |
| 2011            | Rotterdam  | Ma Long Xu Xin                    | Chen Qi Ma Lin                      | Wang Hao Zhang Jike                  |
| 2013            | Paris      | Chen Chien-an Chuang Chih-yuan    | Hao Shuai Ma Lin                    | Seiya Kishikawa Jun Mizutani         |
| 2013            | Paris      | Chen Chien-an Chuang Chih-yuan    | Hao Shuai Ma Lin                    | Wang Liqin Zhou Yu                   |
| 2015            | Suzhou     | Xu Xin Zhang Jike                 | Fan Zhendong Zhou Yu                | Lee Sang-Su Seo Hyun-Deok            |
| 2015            | Suzhou     | Xu Xin Zhang Jike                 | Fan Zhendong Zhou Yu                | Kenta Matsudaira Koki Niwa           |
| 2017            | Düsseldorf | Fan Zhendong Xu Xin               | Masataka Morizono Yuya Oshima       | Jung Young-sik Lee Sang-su           |
| 2017            | Düsseldorf | Fan Zhendong Xu Xin               | Masataka Morizono Yuya Oshima       | Koki Niwa Maharu Yoshimura           |
| 2019            | Budapest   | Ma Long Wang Chuqin               | Ovidiu Ionescu Álvaro Robles        | Tiago Apolónia João Monteiro         |
| 2019            | Budapest   | Ma Long Wang Chuqin               | Ovidiu Ionescu Álvaro Robles        | Liang Jingkun Lin Gaoyuan            |
| 2021            | Houston    | Mattias Falck Kristian Karlsson   | Jang Woo-jin Lim Jong-hoon          | Liang Jingkun Lin Gaoyuan            |
| 2021            | Houston    | Mattias Falck Kristian Karlsson   | Jang Woo-jin Lim Jong-hoon          | Shunsuke Togami Yukiya Uda           |
| 2023            | Durban     | Fan Zhendong Wang Chuqin          | Jang Woo-jin Lim Jong-hoon          | Cho Dae-seong Lee Sang-su            |
| 2023            | Durban     | Fan Zhendong Wang Chuqin          | Jang Woo-jin Lim Jong-hoon          | Patrick Franziska Dimitrij Ovtcharov |
| 2025            | Doha       | Hiroto Shinozuka Shunsuke Togami  | Kao Cheng-jui Lin Yun-ju            | Florian Bourrassaud Esteban Dorr     |
| 2025            | Doha       | Hiroto Shinozuka Shunsuke Togami  | Kao Cheng-jui Lin Yun-ju            | Alexis Lebrun Félix Lebrun           |

### Damsingel
| År              | Värdstad   | Guld                        | Silver                                          | Brons               |
| --------------- | ---------- | --------------------------- | ----------------------------------------------- | ------------------- |
| 1926            | London     | Mária Mednyánszky           | Doris Gubbins                                   | Anastasia Flussmann |
| 1926            | London     | Mária Mednyánszky           | Doris Gubbins                                   | Winiford Land       |
| 1928            | Stockholm  | Mária Mednyánszky           | Erika Metzger                                   | Doris Gubbins       |
| 1928            | Stockholm  | Mária Mednyánszky           | Erika Metzger                                   | Joan Ingram         |
| 1929            | Budapest   | Mária Mednyánszky           | Gertrude Wildham                                | Magda Gal           |
| 1929            | Budapest   | Mária Mednyánszky           | Gertrude Wildham                                | Anna Sipos          |
| 1930            | Berlin     | Mária Mednyánszky           | Anna Sipos                                      | Josefine Kolbe      |
| 1930            | Berlin     | Mária Mednyánszky           | Anna Sipos                                      | Gertrude Wildham    |
| 1931            | Budapest   | Mária Mednyánszky           | Mona Rüster                                     | Magda Gal           |
| 1931            | Budapest   | Mária Mednyánszky           | Mona Rüster                                     | Anna Sipos          |
| 1932            | Prag       | Anna Sipos                  | Mária Mednyánszky                               | Magda Gal           |
| 1932            | Prag       | Anna Sipos                  | Mária Mednyánszky                               | Marie Smidova       |
| 1933 (Januari)  | Baden      | Anna Sipos                  | Mária Mednyánszky                               | Magda Gal           |
| 1933 (Januari)  | Baden      | Anna Sipos                  | Mária Mednyánszky                               | Astrid Krebsbach    |
| 1933 (December) | Paris      | Marie Kettnerová            | Astrid Krebsbach                                | Dora Emdin          |
| 1933 (December) | Paris      | Marie Kettnerová            | Astrid Krebsbach                                | Magda Gal           |
| 1935            | Wembley    | Marie Kettnerová            | Magda Gal                                       | Marcelle Delacour   |
| 1935            | Wembley    | Marie Kettnerová            | Magda Gal                                       | Marie Smidova       |
| 1936            | Prag       | Ruth Aarons                 | Astrid Krebsbach                                | Marie Kettnerová    |
| 1936            | Prag       | Ruth Aarons                 | Astrid Krebsbach                                | Marie Smidova       |
| 1937            | Baden      | Ruth Aarons Gertrude Pritzi | Ingen utsedd, då det utsågs två guldmedaljörer. | Hilde Bussmann      |
| 1937            | Baden      | Ruth Aarons Gertrude Pritzi | Ingen utsedd, då det utsågs två guldmedaljörer. | Marie Kettnerová    |
| 1938            | Wembley    | Gertrude Pritzi             | Vlasta Depetrisová                              | Betty Henry         |
| 1938            | Wembley    | Gertrude Pritzi             | Vlasta Depetrisová                              | Věra Votrubcová     |
| 1939            | Kairo      | Vlasta Depetrisová          | Gertrude Pritzi                                 | Marie Kettnerová    |
| 1939            | Kairo      | Vlasta Depetrisová          | Gertrude Pritzi                                 | Samiha Naili        |
| 1947            | Paris      | Gizella Farkas              | Elizabeth Blackbourn                            | Vera Dace           |
| 1947            | Paris      | Gizella Farkas              | Elizabeth Blackbourn                            | Gertrude Pritzi     |
| 1948            | Wembley    | Gizella Farkas              | Vera Thomas                                     | Vlasta Pokorna      |
| 1948            | Wembley    | Gizella Farkas              | Vera Thomas                                     | Angelica Rozeanu    |
| 1949            | Stockholm  | Gizella Farkas              | Kveta Hruskova                                  | Gertrude Pritzi     |
| 1949            | Stockholm  | Gizella Farkas              | Kveta Hruskova                                  | Thelma Thall        |
| 1950            | Budapest   | Angelica Rozeanu            | Gizella Farkas                                  | Rozsi Karpati       |
| 1950            | Budapest   | Angelica Rozeanu            | Gizella Farkas                                  | Sari Szasz          |
| 1951            | Wien       | Angelica Rozeanu            | Gizella Farkas                                  | Gertrude Pritzi     |
| 1951            | Wien       | Angelica Rozeanu            | Gizella Farkas                                  | Leah Thall          |
| 1952            | Bombay     | Angelica Rozeanu            | Gizella Farkas                                  | Rosalind Rowe       |
| 1952            | Bombay     | Angelica Rozeanu            | Gizella Farkas                                  | Ermelinde Wertl     |
| 1953            | Bukarest   | Angelica Rozeanu            | Gizella Gervai                                  | Diane Rowe          |
| 1953            | Bukarest   | Angelica Rozeanu            | Gizella Gervai                                  | Rosalind Rowe       |
| 1954            | Wembley    | Angelica Rozeanu            | Yoshiko Tanaka                                  | Fujie Eguchi        |
| 1954            | Wembley    | Angelica Rozeanu            | Yoshiko Tanaka                                  | Éva Kóczián         |
| 1955            | Utrecht    | Angelica Rozeanu            | Ermelinde Rumpler-Wertl                         | Éva Kóczián         |
| 1955            | Utrecht    | Angelica Rozeanu            | Ermelinde Rumpler-Wertl                         | Kiiko Watanabe      |
| 1956            | Tokyo      | Tomie Okawa                 | Kiiko Watanabe                                  | Fujie Eguchi        |
| 1956            | Tokyo      | Tomie Okawa                 | Kiiko Watanabe                                  | Ella Zeller         |
| 1957            | Stockholm  | Fujie Eguchi                | Ann Haydon                                      | Kiiko Watanabe      |
| 1957            | Stockholm  | Fujie Eguchi                | Ann Haydon                                      | Ella Zeller         |
| 1959            | Dortmund   | Kimiyo Matsuzaki            | Fujie Eguchi                                    | Éva Kóczián         |
| 1959            | Dortmund   | Kimiyo Matsuzaki            | Fujie Eguchi                                    | Qiu Zhonghui        |
| 1961            | Peking     | Qiu Zhonghui                | Éva Kóczián                                     | Kimiyo Matsuzaki    |
| 1961            | Peking     | Qiu Zhonghui                | Éva Kóczián                                     | Wang Jian           |
| 1963            | Prag       | Kimiyo Matsuzaki            | Maria Alexandru                                 | Sun Meiying         |
| 1963            | Prag       | Kimiyo Matsuzaki            | Maria Alexandru                                 | Ella Zeller         |
| 1965            | Ljubljana  | Naoko Fukatsu               | Lin Huiqing                                     | Li Li               |
| 1965            | Ljubljana  | Naoko Fukatsu               | Lin Huiqing                                     | Noriko Yamanaka     |
| 1967            | Stockholm  | Sachiko Morisawa            | Naoko Fukatsu                                   | Zoja Rudnova        |
| 1967            | Stockholm  | Sachiko Morisawa            | Naoko Fukatsu                                   | Noriko Yamanaka     |
| 1969            | München    | Toshiko Kowada              | Gabriele Geissler                               | Maria Alexandru     |
| 1969            | München    | Toshiko Kowada              | Gabriele Geissler                               | Miho Hamada         |
| 1971            | Nagoya     | Lin Huiqing                 | Zheng Minzhi                                    | Li Li               |
| 1971            | Nagoya     | Lin Huiqing                 | Zheng Minzhi                                    | Ilona Vostova       |
| 1973            | Sarajevo   | Hu Yulan                    | Alica Grofova                                   | Park Mi-Ra          |
| 1973            | Sarajevo   | Hu Yulan                    | Alica Grofova                                   | Zhang Li            |
| 1975            | Calcutta   | Pak Yung-Sun                | Zhang Li                                        | Tatiana Ferdman     |
| 1975            | Calcutta   | Pak Yung-Sun                | Zhang Li                                        | Ge Xinai            |
| 1977            | Birmingham | Pak Yung-Sun                | Zhang Li                                        | Ge Xinai            |
| 1977            | Birmingham | Pak Yung-Sun                | Zhang Li                                        | Zhang Deying        |
| 1979            | Pyongyang  | Ge Xinai                    | Li Song-Suk                                     | Tong Ling           |
| 1979            | Pyongyang  | Ge Xinai                    | Li Song-Suk                                     | Zhang Deying        |
| 1981            | Novi Sad   | Tong Ling                   | Cao Yanhua                                      | Lee Soo-Ja          |
| 1981            | Novi Sad   | Tong Ling                   | Cao Yanhua                                      | Zhang Deying        |
| 1983            | Tokyo      | Cao Yanhua                  | Yang Young-Ja                                   | Huang Junqun        |
| 1983            | Tokyo      | Cao Yanhua                  | Yang Young-Ja                                   | Qi Baoxiang         |
| 1985            | Göteborg   | Cao Yanhua                  | Geng Lijuan                                     | Dai Lili            |
| 1985            | Göteborg   | Cao Yanhua                  | Geng Lijuan                                     | Qi Baoxiang         |
| 1987            | New Delhi  | He Zhili                    | Yang Young-Ja                                   | Dai Lili            |
| 1987            | New Delhi  | He Zhili                    | Yang Young-Ja                                   | Guan Jianhua        |
| 1989            | Dortmund   | Qiao Hong                   | Li Bun-Hui                                      | Chen Jing           |
| 1989            | Dortmund   | Qiao Hong                   | Li Bun-Hui                                      | Hyun Jung-Hwa       |
| 1991            | Chiba City | Deng Yaping                 | Li Bun-Hui (North Korea)                        | Chan Tan Lui        |
| 1991            | Chiba City | Deng Yaping                 | Li Bun-Hui (North Korea)                        | Qiao Hong           |
| 1993            | Göteborg   | Hyun Jung-Hwa               | Chen Jing                                       | Otilia Badescu      |
| 1993            | Göteborg   | Hyun Jung-Hwa               | Chen Jing                                       | Gao Jun             |
| 1995            | Tianjin    | Deng Yaping                 | Qiao Hong                                       | Liu Wei             |
| 1995            | Tianjin    | Deng Yaping                 | Qiao Hong                                       | Qiao Yunping        |
| 1997            | Manchester | Deng Yaping                 | Wang Nan                                        | Li Ju               |
| 1997            | Manchester | Deng Yaping                 | Wang Nan                                        | Wu Na               |
| 1999            | Eindhoven  | Wang Nan                    | Zhang Yining                                    | Li Nan              |
| 1999            | Eindhoven  | Wang Nan                    | Zhang Yining                                    | Ryu Ji-Hye          |
| 2001            | Osaka      | Wang Nan                    | Lin Ling                                        | Kim Yun-Mi          |
| 2001            | Osaka      | Wang Nan                    | Lin Ling                                        | Zhang Yining        |
| 2003            | Paris      | Wang Nan                    | Zhang Yining                                    | Tamara Boroš        |
| 2003            | Paris      | Wang Nan                    | Zhang Yining                                    | Li Ju               |
| 2005            | Shanghai   | Zhang Yining                | Guo Yan                                         | Guo Yue             |
| 2005            | Shanghai   | Zhang Yining                | Guo Yan                                         | Lin Ling            |
| 2007            | Zagreb     | Guo Yue                     | Li Xiaoxia                                      | Guo Yan             |
| 2007            | Zagreb     | Guo Yue                     | Li Xiaoxia                                      | Zhang Yining        |
| 2009            | Yokohama   | Zhang Yining                | Guo Yue                                         | Li Xiaoxia          |
| 2009            | Yokohama   | Zhang Yining                | Guo Yue                                         | Liu Shiwen          |
| 2011            | Rotterdam  | Ding Ning                   | Li Xiaoxia                                      | Guo Yue             |
| 2011            | Rotterdam  | Ding Ning                   | Li Xiaoxia                                      | Liu Shiwen          |
| 2013            | Paris      | Li Xiaoxia                  | Liu Shiwen                                      | Ding Ning           |
| 2013            | Paris      | Li Xiaoxia                  | Liu Shiwen                                      | Zhu Yuling          |
| 2015            | Suzhou     | Ding Ning                   | Liu Shiwen                                      | Li Xiaoxia          |
| 2015            | Suzhou     | Ding Ning                   | Liu Shiwen                                      | Mu Zi               |
| 2017            | Düsseldorf | Ding Ning                   | Zhu Yuling                                      | Miu Hirano          |
| 2017            | Düsseldorf | Ding Ning                   | Zhu Yuling                                      | Liu Shiwen          |
| 2019            | Budapest   | Liu Shiwen                  | Chen Meng                                       | Ding Ning           |
| 2019            | Budapest   | Liu Shiwen                  | Chen Meng                                       | Wang Manyu          |
| 2021            | Houston    | Wang Manyu                  | Sun Yingsha                                     | Chen Meng           |
| 2021            | Houston    | Wang Manyu                  | Sun Yingsha                                     | Wang Yidi           |
| 2023            | Durban     | Sun Yingsha                 | Chen Meng                                       | Chen Xingtong       |
| 2023            | Durban     | Sun Yingsha                 | Chen Meng                                       | Hina Hayata         |
| 2025            | Doha       | Sun Yingsha                 | Wang Manyu                                      | Chen Xingtong       |
| 2025            | Doha       | Sun Yingsha                 | Wang Manyu                                      | Mima Ito            |

### Damdubbel
| År              | Värdstad   | Guld                                                       | Silver                                                     | Brons                                                         |
| --------------- | ---------- | ---------------------------------------------------------- | ---------------------------------------------------------- | ------------------------------------------------------------- |
| 1928            | Stockholm  | Fanchette Flamm Mária Mednyánszky                          | Doris Gubbins Brenda Sommerville                           | Joan Ingram Winifred Land                                     |
| 1929            | Budapest   | Erika Metzger Mona Rüster                                  | Fanchette Flamm Gertrude Wildham                           | Magda Gal Ilona Zador                                         |
| 1929            | Budapest   | Erika Metzger Mona Rüster                                  | Fanchette Flamm Gertrude Wildham                           | Mária Mednyánszky Anna Sipos                                  |
| 1930            | Berlin     | Mária Mednyánszky Anna Sipos                               | Magda Gal Marta Komaromi                                   | Josefine Kolbe Etta Neumann                                   |
| 1930            | Berlin     | Mária Mednyánszky Anna Sipos                               | Magda Gal Marta Komaromi                                   | Helly Reitzer Gertrude Wildham                                |
| 1931            | Budapest   | Mária Mednyánszky Anna Sipos                               | Magda Gal Lili Tiszai                                      | Lili Forbath Helly Reitzer                                    |
| 1931            | Budapest   | Mária Mednyánszky Anna Sipos                               | Magda Gal Lili Tiszai                                      | Mona Rüster Marie Smidova                                     |
| 1932            | Prag       | Mária Mednyánszky Anna Sipos                               | Anna Braunova Marie Smidova                                | Anita Denker Magda Gal                                        |
| 1932            | Prag       | Mária Mednyánszky Anna Sipos                               | Anna Braunova Marie Smidova                                | Vera Pavlaskova Berta Zdobnicka                               |
| 1933 (Januari)  | Baden      | Mária Mednyánszky Anna Sipos                               | Magda Gal Emiline Racz                                     | Anita Felguth Annemarie Schulz                                |
| 1933 (Januari)  | Baden      | Mária Mednyánszky Anna Sipos                               | Magda Gal Emiline Racz                                     | Jozka Veselska Marie Walterova                                |
| 1933 (December) | Paris      | Mária Mednyánszky Anna Sipos                               | Anita Felguth Mall:Landsdata Nazi Germany Astrid Krebsbach | Hilde Bussmann Magda Gal                                      |
| 1933 (December) | Paris      | Mária Mednyánszky Anna Sipos                               | Anita Felguth Mall:Landsdata Nazi Germany Astrid Krebsbach | Marie Kettnerová Marie Smidova                                |
| 1935            | Wembley    | Mária Mednyánszky Anna Sipos                               | Marie Kettnerová Marie Smidova                             | L. Booker Mall:Landsdata Nazi Germany Hilde Bussmann          |
| 1935            | Wembley    | Mária Mednyánszky Anna Sipos                               | Marie Kettnerová Marie Smidova                             | Anita Felguth Mall:Landsdata Nazi Germany Astrid Krebsbach    |
| 1936            | Prag       | Marie Kettnerová Marie Smidova                             | Vlasta Depterisova Věra Votrubcová                         | Ruth Aarons Jessie Purves                                     |
| 1936            | Prag       | Marie Kettnerová Marie Smidova                             | Vlasta Depterisova Věra Votrubcová                         | Magda Gal Mária Mednyánszky                                   |
| 1937            | Baden      | Vlasta Depetrisová Věra Votrubcová                         | Margaret Osborne Wendy Woodhead                            | Lillian Hutchings Stefanie Werle                              |
| 1937            | Baden      | Vlasta Depetrisová Věra Votrubcová                         | Margaret Osborne Wendy Woodhead                            | Marie Kettnerová Mall:Landsdata Nazi Germany Annemarie Schulz |
| 1938            | Wembley    | Vlasta Depetrisová Věra Votrubcová                         | Dora Beregi Ida Ferenczy                                   | Dora Emdin Margaret Osborne                                   |
| 1938            | Wembley    | Vlasta Depetrisová Věra Votrubcová                         | Dora Beregi Ida Ferenczy                                   | Phyllis Hodgkinson Doris Jordan                               |
| 1939            | Kairo      | Hilde Bussmann Mall:Landsdata Nazi Germany Gertrude Pritzi | Sari Kolosvary Angelica Rozeanu                            | Vlasta Deptrisova Věra Votrubcová                             |
| 1939            | Kairo      | Hilde Bussmann Mall:Landsdata Nazi Germany Gertrude Pritzi | Sari Kolosvary Angelica Rozeanu                            | Marie Kettnerová Samiha Naili                                 |
| 1947            | Paris      | Gizella Farkas Gertrude Pritzi                             | Mae Clouther Reba Monness                                  | Mary Detournay Josee Wouters                                  |
| 1947            | Paris      | Gizella Farkas Gertrude Pritzi                             | Mae Clouther Reba Monness                                  | Davida Hawthorn Leah Thall                                    |
| 1948            | Wembley    | Margaret Franks Vera Thomas                                | Dora Beregi Helen Elliot                                   | Audrey Fowler Irene Lentle                                    |
| 1948            | Wembley    | Margaret Franks Vera Thomas                                | Dora Beregi Helen Elliot                                   | Leah Thall Thelma Thall                                       |
| 1949            | Stockholm  | Helen Elliott Gizella Farkas                               | Lilian Barnes Joan Crosby                                  | Eliska Fürstova Ida Kotakova                                  |
| 1949            | Stockholm  | Helen Elliott Gizella Farkas                               | Lilian Barnes Joan Crosby                                  | Rozsi Karpati Erzsebet Mezei                                  |
| 1950            | Budapest   | Dora Beregi Helen Elliot                                   | Gizella Farkas Angelica Rozeanu                            | Vera Dace Margaret Franks                                     |
| 1950            | Budapest   | Dora Beregi Helen Elliot                                   | Gizella Farkas Angelica Rozeanu                            | Eliska Fürstova Kveta Hruskova                                |
| 1951            | Wien       | Diane Rowe Rosalind Rowe                                   | Angelica Rozeanu Sari Szasz                                | Gizella Farkas Rozsi Karpati                                  |
| 1951            | Wien       | Diane Rowe Rosalind Rowe                                   | Angelica Rozeanu Sari Szasz                                | Pauline Ichkoff Leah Thall                                    |
| 1952            | Bombay     | Shizuki Narahara Tomie Nishimura                           | Diane Rowe Rosalind Rowe                                   | Helen Elliott Ermelinde Wertl                                 |
| 1952            | Bombay     | Shizuki Narahara Tomie Nishimura                           | Diane Rowe Rosalind Rowe                                   | Gizella Farkas Edit Sagi                                      |
| 1953            | Bukarest   | Gizella Gervai Angelica Rozeanu                            | Diane Rowe Rosalind Rowe                                   | Kathleen Best Ermelinde Wertl                                 |
| 1953            | Bukarest   | Gizella Gervai Angelica Rozeanu                            | Diane Rowe Rosalind Rowe                                   | Zsuzsa Fantusz Edit Sagi                                      |
| 1954            | Wembley    | Diane Rowe Rosalind Rowe                                   | Kathleen Best Ann Haydon                                   | Fujie Eguchi Kiiko Watanabe                                   |
| 1954            | Wembley    | Diane Rowe Rosalind Rowe                                   | Kathleen Best Ann Haydon                                   | Gizella Gervai Angelica Rozeanu                               |
| 1955            | Utrecht    | Angelica Rozeanu Ella Zeller                               | Diane Rowe Rosalind Rowe                                   | Fujie Eguchi Kiiko Watanabe                                   |
| 1955            | Utrecht    | Angelica Rozeanu Ella Zeller                               | Diane Rowe Rosalind Rowe                                   | Shizuki Narahara Yoshiko Tanaka                               |
| 1956            | Tokyo      | Angelica Rozeanu Ella Zeller                               | Fujie Eguchi Kiiko Watanabe                                | Ann Haydon Diane Rowe                                         |
| 1956            | Tokyo      | Angelica Rozeanu Ella Zeller                               | Fujie Eguchi Kiiko Watanabe                                | Tomie Okawa Yoshiko Tanaka                                    |
| 1957            | Stockholm  | Lívia Mossóczy Agnes Simon                                 | Ann Haydon Diane Rowe                                      | Maria Alexandru Helen Elliot                                  |
| 1957            | Stockholm  | Lívia Mossóczy Agnes Simon                                 | Ann Haydon Diane Rowe                                      | Angelica Rozeanu Ella Zeller                                  |
| 1959            | Dortmund   | Taeko Namba Kazuko Yamaizumi                               | Fujie Eguchi Kimiyo Matsuzaki                              | Ann Haydon Diane Rowe                                         |
| 1959            | Dortmund   | Taeko Namba Kazuko Yamaizumi                               | Fujie Eguchi Kimiyo Matsuzaki                              | Qiu Zhonghui Sun Meiying                                      |
| 1961            | Peking     | Maria Alexandru Georgita Pitica                            | Qiu Zhonghui Sun Meiying                                   | Han Yuzhen Liang Lizhen                                       |
| 1961            | Peking     | Maria Alexandru Georgita Pitica                            | Qiu Zhonghui Sun Meiying                                   | Hu Keming Wang Jian                                           |
| 1963            | Prag       | Kimiyo Matsuzaki Masako Seki                               | Diane Rowe Mary Shannon                                    | Kazuko Ito-Yamaizumi Noriko Yamanaka                          |
| 1963            | Prag       | Kimiyo Matsuzaki Masako Seki                               | Diane Rowe Mary Shannon                                    | Qiu Zhonghui Wang Jian                                        |
| 1965            | Ljubljana  | Lin Huiqing Zheng Minzhi                                   | Masako Seki Noriko Yamanaka                                | Feng Mengya Li Li                                             |
| 1965            | Ljubljana  | Lin Huiqing Zheng Minzhi                                   | Masako Seki Noriko Yamanaka                                | Li Henan Liang Lizhen                                         |
| 1967            | Stockholm  | Saeko Hirota Sachiko Morisawa                              | Naoko Fukatsu Noriko Yamanaka                              | Svetlana Grinberg Zoja Rudnova                                |
| 1967            | Stockholm  | Saeko Hirota Sachiko Morisawa                              | Naoko Fukatsu Noriko Yamanaka                              | Erzsebet Jurik Éva Kóczián                                    |
| 1969            | München    | Svetlana Grinberg Zoja Rudnova                             | Maria Alexandru Eleonora Mihalca                           | Choi Hwan-Hwan Choi Jung-Sook                                 |
| 1969            | München    | Svetlana Grinberg Zoja Rudnova                             | Maria Alexandru Eleonora Mihalca                           | Jitka Karlikova Ilona Vostova                                 |
| 1971            | Nagoya     | Lin Huiqing Zheng Minzhi                                   | Mieko Hirano Reiko Sakamoto                                | Miho Hamada Yukie Ozeki                                       |
| 1971            | Nagoya     | Lin Huiqing Zheng Minzhi                                   | Mieko Hirano Reiko Sakamoto                                | Yukiko Kawamorita Setsuko Kobori                              |
| 1973            | Sarajevo   | Maria Alexandru Miho Hamada                                | Lin Meiqun Qiu Baoqin                                      | Tazuko Abe Tomie Edano                                        |
| 1973            | Sarajevo   | Maria Alexandru Miho Hamada                                | Lin Meiqun Qiu Baoqin                                      | Jill Hammersley Beatrix Kisházi                               |
| 1975            | Calcutta   | Maria Alexandru Shoko Takahashi                            | Lin Meiqun Zhu Xiangyun                                    | Elmira Antonjan Tatiana Ferdman                               |
| 1975            | Calcutta   | Maria Alexandru Shoko Takahashi                            | Lin Meiqun Zhu Xiangyun                                    | Yukie Ozeki Sachiko Yokota                                    |
| 1977            | Birmingham | Pak Yong-Ok Yang Ying                                      | Wei Lijie Zhu Xiangyun                                     | Ge Xinai Zhang Li                                             |
| 1977            | Birmingham | Pak Yong-Ok Yang Ying                                      | Wei Lijie Zhu Xiangyun                                     | Kim Soon-Ok Lee Ki-Won                                        |
| 1979            | Pyongyang  | Zhang Deying Zhang Li                                      | Ge Xinai Yan Guili                                         | Li Song-Suk Ro Jong-Suk                                       |
| 1979            | Pyongyang  | Zhang Deying Zhang Li                                      | Ge Xinai Yan Guili                                         | Erzsebet Palatinus Gordana Perkučin                           |
| 1981            | Novi Sad   | Cao Yanhua Zhang Deying                                    | Pu Qijuan Tong Ling                                        | An Hae-Sook Hwang Nam-Sook                                    |
| 1981            | Novi Sad   | Cao Yanhua Zhang Deying                                    | Pu Qijuan Tong Ling                                        | Huang Junqun Yan Guili                                        |
| 1983            | Tokyo      | Dai Lili Shen Jianping                                     | Geng Lijuan Huang Junqun                                   | Cao Yanhua Ni Xialian                                         |
| 1983            | Tokyo      | Dai Lili Shen Jianping                                     | Geng Lijuan Huang Junqun                                   | Pu Qijuan Tong Ling                                           |
| 1985            | Göteborg   | Dai Lili Geng Lijuan                                       | Cao Yanhua Ni Xialian                                      | Guan Jianhua Tong Ling                                        |
| 1985            | Göteborg   | Dai Lili Geng Lijuan                                       | Cao Yanhua Ni Xialian                                      | Jiao Zhimin Qi Baoxiang                                       |
| 1987            | New Delhi  | Hyun Jung-Hwa Yang Young-Ja                                | Dai Lili Li Huifen                                         | Cho Jung-Hui Li Bun-Hui                                       |
| 1987            | New Delhi  | Hyun Jung-Hwa Yang Young-Ja                                | Dai Lili Li Huifen                                         | He Zhili Jiao Zhimin                                          |
| 1989            | Dortmund   | Deng Yaping Qiao Hong                                      | Chen Jing Hu Xiaoxin                                       | Ding Yaping Li Jun                                            |
| 1989            | Dortmund   | Deng Yaping Qiao Hong                                      | Chen Jing Hu Xiaoxin                                       | Gao Jun Liu Wei                                               |
| 1991            | Chiba City | Chen Zihe Gao Jun                                          | Deng Yaping Qiao Hong                                      | Ding Yaping Li Jun                                            |
| 1991            | Chiba City | Chen Zihe Gao Jun                                          | Deng Yaping Qiao Hong                                      | Hu Xiaoxin Liu Wei                                            |
| 1993            | Göteborg   | Liu Wei Qiao Yunping                                       | Deng Yaping Qiao Hong                                      | Chai Po Wa Chan Tan Lui                                       |
| 1993            | Göteborg   | Liu Wei Qiao Yunping                                       | Deng Yaping Qiao Hong                                      | Chen Zihe Gao Jun                                             |
| 1995            | Tianjin    | Deng Yaping Qiao Hong                                      | Liu Wei Qiao Yunping                                       | Csilla Bátorfi Krisztina Tóth                                 |
| 1995            | Tianjin    | Deng Yaping Qiao Hong                                      | Liu Wei Qiao Yunping                                       | Wang Chen Wu Na                                               |
| 1997            | Manchester | Deng Yaping Yang Ying                                      | Li Ju Wang Nan                                             | Chai Po Wa Qiao Yunping                                       |
| 1997            | Manchester | Deng Yaping Yang Ying                                      | Li Ju Wang Nan                                             | Cheng Hongxia Wang Hui                                        |
| 1999            | Eindhoven  | Li Ju Wang Nan                                             | Sun Jin Yang Ying                                          | Kim Moo-Kyo Park Hae-Jung                                     |
| 1999            | Eindhoven  | Li Ju Wang Nan                                             | Sun Jin Yang Ying                                          | Zhang Yingying Zhang Yining                                   |
| 2001            | Osaka      | Li Ju Wang Nan                                             | Sun Jin Yang Ying                                          | Mayu Kawagoe Akiko Takeda                                     |
| 2001            | Osaka      | Li Ju Wang Nan                                             | Sun Jin Yang Ying                                          | Zhang Yingying Zhang Yining                                   |
| 2003            | Paris      | Wang Nan Zhang Yining                                      | Guo Yue Niu Jianfeng                                       | Lee Eun-Sil Seok Eun-Mi                                       |
| 2003            | Paris      | Wang Nan Zhang Yining                                      | Guo Yue Niu Jianfeng                                       | Li Jia Li Ju                                                  |
| 2005            | Shanghai   | Wang Nan Zhang Yining                                      | Guo Yue Niu Jianfeng                                       | Bai Yang Guo Yan                                              |
| 2005            | Shanghai   | Wang Nan Zhang Yining                                      | Guo Yue Niu Jianfeng                                       | Tie Ya Na Zhang Rui                                           |
| 2007            | Zagreb     | Wang Nan Zhang Yining                                      | Guo Yue Li Xiaoxia                                         | Kim Kyung-Ah Park Mi-Young                                    |
| 2007            | Zagreb     | Wang Nan Zhang Yining                                      | Guo Yue Li Xiaoxia                                         | Li Jiawei Wang Yuegu                                          |
| 2009            | Yokohama   | Guo Yue Li Xiaoxia                                         | Ding Ning Guo Yan                                          | Jiang Huajun Tie Ya Na                                        |
| 2009            | Yokohama   | Guo Yue Li Xiaoxia                                         | Ding Ning Guo Yan                                          | Kim Kyung-Ah Park Mi-Young                                    |
| 2011            | Rotterdam  | Guo Yue Li Xiaoxia                                         | Ding Ning Guo Yan                                          | Jiang Huajun Tie Ya Na                                        |
| 2011            | Rotterdam  | Guo Yue Li Xiaoxia                                         | Ding Ning Guo Yan                                          | Kim Kyung-Ah Park Mi-Young                                    |
| 2013            | Paris      | Guo Yue Li Xiaoxia                                         | Ding Ning Liu Shiwen                                       | Chen Meng Zhu Yuling                                          |
| 2013            | Paris      | Guo Yue Li Xiaoxia                                         | Ding Ning Liu Shiwen                                       | Feng Tianwei Yu Mengyu                                        |
| 2015            | Suzhou     | Liu Shiwen Zhu Yuling                                      | Ding Ning Li Xiaoxia                                       | Feng Tianwei Yu Mengyu                                        |
| 2015            | Suzhou     | Liu Shiwen Zhu Yuling                                      | Ding Ning Li Xiaoxia                                       | Li Jie Li Qian                                                |
| 2017            | Düsseldorf | Ding Ning Liu Shiwen                                       | Chen Meng Zhu Yuling                                       | Feng Tianwei Yu Mengyu                                        |
| 2017            | Düsseldorf | Ding Ning Liu Shiwen                                       | Chen Meng Zhu Yuling                                       | Hina Hayata Mima Ito                                          |
| 2019            | Budapest   | Sun Yingsha Wang Manyu                                     | Hina Hayata Mima Ito                                       | Chen Meng Zhu Yuling                                          |
| 2019            | Budapest   | Sun Yingsha Wang Manyu                                     | Hina Hayata Mima Ito                                       | Honoka Hashimoto Hitomi Sato                                  |
| 2021            | Houston    | Sun Yingsha Wang Manyu                                     | Hina Hayata Mima Ito                                       | Chen Meng Qian Tianyi                                         |
| 2021            | Houston    | Sun Yingsha Wang Manyu                                     | Hina Hayata Mima Ito                                       | Sarah de Nutte Ni Xialian                                     |
| 2023            | Durban     | Chen Meng Wang Yidi                                        | Jeon Ji-hee Shin Yu-bin                                    | Miyuu Kihara Miyu Nagasaki                                    |
| 2023            | Durban     | Chen Meng Wang Yidi                                        | Jeon Ji-hee Shin Yu-bin                                    | Sun Yingsha Wang Manyu                                        |
| 2025            | Durban     | Kuai Man Wang Manyu                                        | Sofia Polcanova Bernadette Szőcs                           | Miwa Harimoto Miyuu Kihara                                    |
| 2025            | Durban     | Kuai Man Wang Manyu                                        | Sofia Polcanova Bernadette Szőcs                           | Ryu Han-na Shin Yu-bin                                        |

### Mixeddubbel
| År              | Värdstad   | Guld                                | Silver                            | Brons                                                       |
| --------------- | ---------- | ----------------------------------- | --------------------------------- | ----------------------------------------------------------- |
| 1926            | London     | Zoltán Mechlovits Mária Mednyánszky | Roland Jacobi G. Gleeson          | H.A. Bennett Winifred Land                                  |
| 1926            | London     | Zoltán Mechlovits Mária Mednyánszky | Roland Jacobi G. Gleeson          | Eduard Freudenheim Gertrude Wildam                          |
| 1928            | Stockholm  | Zoltán Mechlovits Mária Mednyánszky | Daniel Pecsi Erika Metzger        | Charles Bull Joan Ingram                                    |
| 1928            | Stockholm  | Zoltán Mechlovits Mária Mednyánszky | Daniel Pecsi Erika Metzger        | Fred Perry Winifred Land                                    |
| 1929            | Budapest   | István Kelen Anna Sipos             | Laszlo Bellak Magda Gal           | Alfred Liebster Gertrude Wildam                             |
| 1929            | Budapest   | István Kelen Anna Sipos             | Laszlo Bellak Magda Gal           | Zoltán Mechlovits Mária Mednyánszky                         |
| 1930            | Berlin     | Miklós Szabados Mária Mednyánszky   | István Kelen Anna Sipos           | Viktor Barna Magda Gal                                      |
| 1930            | Berlin     | Miklós Szabados Mária Mednyánszky   | István Kelen Anna Sipos           | Sándor Glancz Ingeborg Carnatz                              |
| 1931            | Budapest   | Miklós Szabados Mária Mednyánszky   | Viktor Barna Anna Sipos           | Laszlo Bellak Marta Komaromi                                |
| 1931            | Budapest   | Miklós Szabados Mária Mednyánszky   | Viktor Barna Anna Sipos           | Sándor Glancz Magda Gal                                     |
| 1932            | Prag       | Viktor Barna Anna Sipos             | Miklós Szabados Mária Mednyánszky | Sándor Glancz Magda Gal                                     |
| 1932            | Prag       | Viktor Barna Anna Sipos             | Miklós Szabados Mária Mednyánszky | Jaroslav Jilek Marie Smidova                                |
| 1933 (Januari)  | Baden      | István Kelen Mária Mednyánszky      | Sándor Glancz Magda Gal           | Viktor Barna Anna Sipos                                     |
| 1933 (Januari)  | Baden      | István Kelen Mária Mednyánszky      | Sándor Glancz Magda Gal           | Nikita Madjaroglou Annemarie Schulz                         |
| 1933 (December) | Paris      | Miklós Szabados Mária Mednyánszky   | Viktor Barna Anna Sipos           | Laszlo Bellak Kathleen Berry                                |
| 1933 (December) | Paris      | Miklós Szabados Mária Mednyánszky   | Viktor Barna Anna Sipos           | Stanislav Kolář Marie Smidova                               |
| 1935            | Wembley    | Viktor Barna Anna Sipos             | Stanislav Kolář Marie Kettnerová  | Adrian Haydon Margaret Osborne                              |
| 1935            | Wembley    | Viktor Barna Anna Sipos             | Stanislav Kolář Marie Kettnerová  | Miklós Szabados Mária Mednyánszky                           |
| 1936            | Prag       | Miloslav Hamr Gertrude Kleinová     | István Kelen Mária Mednyánszky    | Stanislav Kolář Marie Smidova                               |
| 1936            | Prag       | Miloslav Hamr Gertrude Kleinová     | István Kelen Mária Mednyánszky    | Helmut Ullrich Mall:Landsdata Nazi Germany Annemarie Schulz |
| 1937            | Baden      | Bohumil Váňa Věra Votrubcová        | Stanislav Kolář Marie Kettnerová  | Abe Berenbaum Emily Fuller                                  |
| 1937            | Baden      | Bohumil Váňa Věra Votrubcová        | Stanislav Kolář Marie Kettnerová  | Geza Eros Angelica Rozeanu                                  |
| 1938            | Wembley    | Laszlo Bellak Wendy Woodhead        | Bohumil Váňa Věra Votrubcová      | Alfred Liebster Gertrude Pritzi                             |
| 1938            | Wembley    | Laszlo Bellak Wendy Woodhead        | Bohumil Váňa Věra Votrubcová      | Vaclav Tereba Marie Kettnerová                              |
| 1939            | Kairo      | Bohumil Váňa Věra Votrubcová        | Vaclav Tereba Marie Kettnerová    | Marcel Geargoura Mall:Landsdata Nazi Germany Hilde Bussmann |
| 1939            | Kairo      | Bohumil Váňa Věra Votrubcová        | Vaclav Tereba Marie Kettnerová    | Mansour Helmy Mall:Landsdata Nazi Germany Gertrude Pritzi   |
| 1947            | Paris      | Ferenc Soos Gizella Farkas          | Adolf Slar Vlasta Depetrisová     | Viktor Barna Margaret Franks                                |
| 1947            | Paris      | Ferenc Soos Gizella Farkas          | Adolf Slar Vlasta Depetrisová     | William Holzrichter Davida Hawthorn                         |
| 1948            | Wembley    | Richard Miles Thelma Thall          | Bohumil Váňa Vlasta Pokorna       | Richard Bergmann Dora Beregi                                |
| 1948            | Wembley    | Richard Miles Thelma Thall          | Bohumil Váňa Vlasta Pokorna       | Ferenc Sidó Angelica Rozeanu                                |
| 1949            | Stockholm  | Ferenc Sidó Gizella Farkas          | Bohumil Váňa Kveta Hruskova       | Johnny Leach Margaret Franks                                |
| 1949            | Stockholm  | Ferenc Sidó Gizella Farkas          | Bohumil Váňa Kveta Hruskova       | Martin Reisman Peggy McLean                                 |
| 1950            | Budapest   | Ferenc Sidó Gizella Farkas          | Bohumil Váňa Kveta Hruskova       | Ivan Andreadis Eliska Furstova                              |
| 1950            | Budapest   | Ferenc Sidó Gizella Farkas          | Bohumil Váňa Kveta Hruskova       | Ladislav Štípek Angelica Rozeanu                            |
| 1951            | Wien       | Bohumil Váňa Angelica Rozeanu       | Vilim Harangozo Ermelinde Wertl   | József Kóczián Rozsi Karpati                                |
| 1951            | Wien       | Bohumil Váňa Angelica Rozeanu       | Vilim Harangozo Ermelinde Wertl   | Johnny Leach Diane Rowe                                     |
| 1952            | Bombay     | Ferenc Sidó Angelica Rozeanu        | Johnny Leach Diane Rowe           | Viktor Barna Rosalind Rowe                                  |
| 1952            | Bombay     | Ferenc Sidó Angelica Rozeanu        | Johnny Leach Diane Rowe           | József Kóczián Gizella Farkas                               |
| 1953            | Bukarest   | Ferenc Sidó Angelica Rozeanu        | Žarko Dolinar Ermelinde Wertl     | Laszlo Foldy Éva Kóczián                                    |
| 1953            | Bukarest   | Ferenc Sidó Angelica Rozeanu        | Žarko Dolinar Ermelinde Wertl     | József Kóczián Gizella Gervai                               |
| 1954            | Wembley    | Ivan Andreadis Gizella Gervai       | Yoshio Tomita Fujie Eguchi        | Viktor Barna Rosalind Rowe                                  |
| 1954            | Wembley    | Ivan Andreadis Gizella Gervai       | Yoshio Tomita Fujie Eguchi        | Žarko Dolinar Ermelinde Wertl                               |
| 1955            | Utrecht    | Kálmán Szepesi Éva Kóczián          | Aubrey Simons Helen Elliot        | Ladislav Štípek Eliska Krejcova                             |
| 1955            | Utrecht    | Kálmán Szepesi Éva Kóczián          | Aubrey Simons Helen Elliot        | Toshiaki Tanaka Shizuki Narahara                            |
| 1956            | Tokyo      | Erwin Klein Leah Neuberger          | Ivan Andreadis Ann Haydon         | Motoo Fujii Yoshiko Tanaka                                  |
| 1956            | Tokyo      | Erwin Klein Leah Neuberger          | Ivan Andreadis Ann Haydon         | Toma Reiter Ella Zeller                                     |
| 1957            | Stockholm  | Ichiro Ogimura Fujie Eguchi         | Ivan Andreadis Ann Haydon         | Keisuke Tsunoda Taeko Namba                                 |
| 1957            | Stockholm  | Ichiro Ogimura Fujie Eguchi         | Ivan Andreadis Ann Haydon         | Ludvik Vyhnanovsky Helen Elliot                             |
| 1959            | Dortmund   | Ichiro Ogimura Fujie Eguchi         | Teruo Murakami Kimiyo Matsuzaki   | Zoltán Berczik Gizella Lantos                               |
| 1959            | Dortmund   | Ichiro Ogimura Fujie Eguchi         | Teruo Murakami Kimiyo Matsuzaki   | Wang Chuanyao Sun Meiying                                   |
| 1961            | Peking     | Ichiro Ogimura Kimiyo Matsuzaki     | Li Furong Han Yuzhen              | Nobuya Hoshino Masako Seki                                  |
| 1961            | Peking     | Ichiro Ogimura Kimiyo Matsuzaki     | Li Furong Han Yuzhen              | Wang Chuanyao Sun Meiying                                   |
| 1963            | Prag       | Koji Kimura Kazuko Ito-Yamaizumi    | Keiichi Miki Masako Seki          | János Faházi Eva Foldi                                      |
| 1963            | Prag       | Koji Kimura Kazuko Ito-Yamaizumi    | Keiichi Miki Masako Seki          | Zhuang Zedong Qiu Zhonghui                                  |
| 1965            | Ljubljana  | Koji Kimura Masako Seki             | Zhang Xielin Lin Huiqing          | Ken Konaka Naoko Fukatsu                                    |
| 1965            | Ljubljana  | Koji Kimura Masako Seki             | Zhang Xielin Lin Huiqing          | Zhuang Zedong Liang Lizhen                                  |
| 1967            | Stockholm  | Nobuhiko Hasegawa Noriko Yamanaka   | Koji Kimura Naoko Fukatsu         | Anatoly Amelin Zoja Rudnova                                 |
| 1967            | Stockholm  | Nobuhiko Hasegawa Noriko Yamanaka   | Koji Kimura Naoko Fukatsu         | Dorin Giurgiuca Maria Alexandru                             |
| 1969            | München    | Nobuhiko Hasegawa Yasuko Konno      | Mitsuru Kohno Saeko Hirota        | Shigeo Itoh Toshiko Kowada                                  |
| 1969            | München    | Nobuhiko Hasegawa Yasuko Konno      | Mitsuru Kohno Saeko Hirota        | Denis Neale Mary Wright                                     |
| 1971            | Nagoya     | Zhang Xielin Lin Huiqing            | Antun Stipančić Maria Alexandru   | Tokuyasu Nishii Mieko Fukuno                                |
| 1971            | Nagoya     | Zhang Xielin Lin Huiqing            | Antun Stipančić Maria Alexandru   | Eberhard Scholer Diane Scholer                              |
| 1973            | Sarajevo   | Liang Geliang Li Li                 | Anatoli Strokatov Asta Gedraitite | Josef Dvoracek Alice Grofova                                |
| 1973            | Sarajevo   | Liang Geliang Li Li                 | Anatoli Strokatov Asta Gedraitite | Yu Changchun Zheng Huaiying                                 |
| 1975            | Calcutta   | Stanislav Gomozkov Tatiana Ferdman  | Sarkis Sarkhojan Elmira Antonjan  | Shigeo Itoh Yukie Ozeki                                     |
| 1975            | Calcutta   | Stanislav Gomozkov Tatiana Ferdman  | Sarkis Sarkhojan Elmira Antonjan  | Liang Geliang Zhang Li                                      |
| 1977            | Birmingham | Jacques Secrétin Claude Bergeret    | Tokio Tasaka Sachiko Yokota       | Lee Sang-Kuk Lee Ki-Won                                     |
| 1977            | Birmingham | Jacques Secrétin Claude Bergeret    | Tokio Tasaka Sachiko Yokota       | Li Zhenshi Yan Guili                                        |
| 1979            | Pyongyang  | Liang Geliang Ge Xinai              | Li Zhenshi Yan Guili              | Jacques Secrétin Claude Bergeret                            |
| 1979            | Pyongyang  | Liang Geliang Ge Xinai              | Li Zhenshi Yan Guili              | Wang Huiyuan Zhang Deying                                   |
| 1981            | Novi Sad   | Xie Saike Huang Junqun              | Chen Xinhua Tong Ling             | Huang Liang Pu Qijuan                                       |
| 1981            | Novi Sad   | Xie Saike Huang Junqun              | Chen Xinhua Tong Ling             | Dragutin Šurbek Branka Batinic                              |
| 1983            | Tokyo      | Guo Yuehua Ni Xialian               | Chen Xinhua Tong Ling             | Cai Zhenhua Cao Yanhua                                      |
| 1983            | Tokyo      | Guo Yuehua Ni Xialian               | Chen Xinhua Tong Ling             | Xie Saike Huang Junqun                                      |
| 1985            | Göteborg   | Cai Zhenhua Cao Yanhua              | Jindrich Pansky Marie Hrachova    | Chen Xinhua Tong Ling                                       |
| 1985            | Göteborg   | Cai Zhenhua Cao Yanhua              | Jindrich Pansky Marie Hrachova    | Fan Changmao Jiao Zhimin                                    |
| 1987            | New Delhi  | Hui Jun Geng Lijuan                 | Jiang Jialiang Jiao Zhimin        | Ahn Jae-Hyung Yang Young-Ja                                 |
| 1987            | New Delhi  | Hui Jun Geng Lijuan                 | Jiang Jialiang Jiao Zhimin        | Wang Hao Guan Jianhua                                       |
| 1989            | Dortmund   | Yoo Nam-Kyu Hyun Jung-Hwa           | Zoran Kalinić Gordana Perkučin    | Chen Longcan Chen Jing                                      |
| 1989            | Dortmund   | Yoo Nam-Kyu Hyun Jung-Hwa           | Zoran Kalinić Gordana Perkučin    | Chen Zhibin Gao Jun                                         |
| 1991            | Chiba City | Wang Tao Liu Wei                    | Xie Chaojie Chen Zihe             | Kim Song-Hui (North Korea) Li Bun-Hui (North Korea)         |
| 1991            | Chiba City | Wang Tao Liu Wei                    | Xie Chaojie Chen Zihe             | Kalinikos Kreanga Otilia Badescu                            |
| 1993            | Göteborg   | Wang Tao Liu Wei                    | Yoo Nam-Kyu Hyun Jung-Hwa         | Li Sung Yu Sun-Bok                                          |
| 1993            | Göteborg   | Wang Tao Liu Wei                    | Yoo Nam-Kyu Hyun Jung-Hwa         | Ma Wenge Qiao Yunping                                       |
| 1995            | Tianjin    | Wang Tao Liu Wei                    | Kong Linghui Deng Yaping          | Lee Chul-Seung Ryu Ji-Hae                                   |
| 1995            | Tianjin    | Wang Tao Liu Wei                    | Kong Linghui Deng Yaping          | Erik Lindh Marie Svensson                                   |
| 1997            | Manchester | Liu Guoliang Wu Na                  | Kong Linghui Deng Yaping          | Chiang Peng-lung Chen Jing                                  |
| 1997            | Manchester | Liu Guoliang Wu Na                  | Kong Linghui Deng Yaping          | Wang Liqin Wang Nan                                         |
| 1999            | Eindhoven  | Ma Lin Zhang Yingying               | Feng Zhe Sun Jin                  | Qin Zhijian Yang Ying                                       |
| 1999            | Eindhoven  | Ma Lin Zhang Yingying               | Feng Zhe Sun Jin                  | Wang Liqin Wang Nan                                         |
| 2001            | Osaka      | Qin Zhijian Yang Ying               | Oh Sang-Eun Kim Moo-Kyo           | Liu Guoliang Sun Jin                                        |
| 2001            | Osaka      | Qin Zhijian Yang Ying               | Oh Sang-Eun Kim Moo-Kyo           | Zhan Jian Bai Yang                                          |
| 2003            | Paris      | Ma Lin Wang Nan                     | Liu Guozheng Bai Yang             | Qin Zhijian Niu Jianfeng                                    |
| 2003            | Paris      | Ma Lin Wang Nan                     | Liu Guozheng Bai Yang             | Wang Hao Li Nan                                             |
| 2005            | Shanghai   | Wang Liqin Guo Yue                  | Liu Guozheng Bai Yang             | Qiu Yike Cao Zhen                                           |
| 2005            | Shanghai   | Wang Liqin Guo Yue                  | Liu Guozheng Bai Yang             | Yan Sen Guo Yan                                             |
| 2007            | Zagreb     | Wang Liqin Guo Yue                  | Ma Lin Wang Nan                   | Ko Lai Chak Tie Ya Na                                       |
| 2007            | Zagreb     | Wang Liqin Guo Yue                  | Ma Lin Wang Nan                   | Qiu Yike Cao Zhen                                           |
| 2009            | Yokohama   | Li Ping Cao Zhen                    | Zhang Jike Mu Zi                  | Hao Shuai Chang Chenchen                                    |
| 2009            | Yokohama   | Li Ping Cao Zhen                    | Zhang Jike Mu Zi                  | Zhang Chao Yao Yan                                          |
| 2011            | Rotterdam  | Zhang Chao Cao Zhen                 | Hao Shuai Mu Zi                   | Cheung Yuk Jiang Huajun                                     |
| 2011            | Rotterdam  | Zhang Chao Cao Zhen                 | Hao Shuai Mu Zi                   | Seiya Kishikawa Ai Fukuhara                                 |
| 2013            | Paris      | Kim Hyok-Bong Kim Jong              | Lee Sang-Su Park Young-Sook       | Cheung Yuk Jiang Huajun                                     |
| 2013            | Paris      | Kim Hyok-Bong Kim Jong              | Lee Sang-Su Park Young-Sook       | Wang Liqin Rao Jingwen                                      |
| 2015            | Suzhou     | Xu Xin Yang Ha-Eun                  | Maharu Yoshimura Kasumi Ishikawa  | Kim Hyok-Bong Kim Jong                                      |
| 2015            | Suzhou     | Xu Xin Yang Ha-Eun                  | Maharu Yoshimura Kasumi Ishikawa  | Wong Chun Ting Doo Hoi Kem                                  |
| 2017            | Düsseldorf | Maharu Yoshimura Kasumi Ishikawa    | Chen Chien-an Cheng I-ching       | Fang Bo Petrissa Solja                                      |
| 2017            | Düsseldorf | Maharu Yoshimura Kasumi Ishikawa    | Chen Chien-an Cheng I-ching       | Wong Chun Ting Doo Hoi Kem                                  |
| 2019            | Budapest   | Xu Xin Liu Shiwen                   | Maharu Yoshimura Kasumi Ishikawa  | Fan Zhendong Ding Ning                                      |
| 2019            | Budapest   | Xu Xin Liu Shiwen                   | Maharu Yoshimura Kasumi Ishikawa  | Patrick Franziska Petrissa Solja                            |
| 2021            | Houston    | Wang Chuqin Sun Yingsha             | Tomokazu Harimoto Hina Hayata     | Lin Gaoyuan Lily Zhang                                      |
| 2021            | Houston    | Wang Chuqin Sun Yingsha             | Tomokazu Harimoto Hina Hayata     | Lin Yun-ju Cheng I-ching                                    |
| 2023            | Durban     | Wang Chuqin Sun Yingsha             | Tomokazu Harimoto Hina Hayata     | Lin Shidong Kuai Man                                        |
| 2023            | Durban     | Wang Chuqin Sun Yingsha             | Tomokazu Harimoto Hina Hayata     | Wong Chun Ting Doo Hoi Kem                                  |
| 2025            | Doha       | Wang Chuqin Sun Yingsha             | Maharu Yoshimura Satsuki Odo      | Lim Jong-hoon Shin Yu-bin                                   |
| 2025            | Doha       | Wang Chuqin Sun Yingsha             | Maharu Yoshimura Satsuki Odo      | Wong Chun Ting Doo Hoi Kem                                  |

Världsmästare i damsingel 1937 ansågs vakant på grund av en dåtida regel. År 2001 bestämdes att båda spelarna skulle anses vara världsmästare.

## Lagtävlingar

### Herrlag
| År              | Värdstad     | Guld            | Silver                    | Brons                                                |
| --------------- | ------------ | --------------- | ------------------------- | ---------------------------------------------------- |
| 1926            | London       | Ungern          | Österrike                 | England                                              |
| 1926            | London       | Ungern          | Österrike                 | Indien                                               |
| 1928            | Stockholm    | Ungern          | Österrike                 | England                                              |
| 1929            | Budapest     | Ungern          | Österrike                 | England                                              |
| 1930            | Berlin       | Ungern          | Sverige                   | Tjeckoslovakien                                      |
| 1931            | Budapest     | Ungern          | Tjeckoslovakien England   | Ingen utsedd, då det utsågs två silvermedaljörer.    |
| 1932            | Prag         | Tjeckoslovakien | Ungern                    | Österrike                                            |
| 1933 (Januari)  | Baden        | Ungern          | Tjeckoslovakien           | Österrike                                            |
| 1933 (Januari)  | Baden        | Ungern          | Tjeckoslovakien           | England                                              |
| 1933 (December) | Paris        | Ungern          | Österrike Tjeckoslovakien | Ingen utsedd, då det utsågs dubbla silvermedaljörer. |
| 1935            | Wembley      | Ungern          | Tjeckoslovakien           | Österrike                                            |
| 1935            | Wembley      | Ungern          | Tjeckoslovakien           | Polen                                                |
| 1936            | Prag         | Österrike       | Rumänien                  | Tjeckoslovakien                                      |
| 1936            | Prag         | Österrike       | Rumänien                  | Frankrike                                            |
| 1936            | Prag         | Österrike       | Rumänien                  | Ungern                                               |
| 1936            | Prag         | Österrike       | Rumänien                  | Polen                                                |
| 1937            | Baden        | USA             | Ungern                    | Tjeckoslovakien                                      |
| 1938            | Wembley      | Ungern          | Österrike                 | Tjeckoslovakien                                      |
| 1938            | Wembley      | Ungern          | Österrike                 | USA                                                  |
| 1939            | Kairo        | Tjeckoslovakien | Jugoslavien               | England                                              |
| 1947            | Paris        | Tjeckoslovakien | USA                       | Österrike                                            |
| 1947            | Paris        | Tjeckoslovakien | USA                       | Frankrike                                            |
| 1948            | Wembley      | Tjeckoslovakien | Frankrike                 | Österrike                                            |
| 1948            | Wembley      | Tjeckoslovakien | Frankrike                 | USA                                                  |
| 1949            | Stockholm    | Ungern          | Tjeckoslovakien           | England                                              |
| 1949            | Stockholm    | Ungern          | Tjeckoslovakien           | USA                                                  |
| 1950            | Budapest     | Tjeckoslovakien | Ungern                    | England                                              |
| 1950            | Budapest     | Tjeckoslovakien | Ungern                    | Frankrike                                            |
| 1951            | Wien         | Tjeckoslovakien | Ungern                    | Jugoslavien                                          |
| 1952            | Bombay       | Ungern          | England                   | Hongkong                                             |
| 1952            | Bombay       | Ungern          | England                   | Japan                                                |
| 1953            | Bukarest     | England         | Ungern                    | Tjeckoslovakien                                      |
| 1953            | Bukarest     | England         | Ungern                    | Frankrike                                            |
| 1954            | Wembley      | Japan           | Tjeckoslovakien           | England                                              |
| 1955            | Utrecht      | Japan           | Tjeckoslovakien           | England                                              |
| 1955            | Utrecht      | Japan           | Tjeckoslovakien           | Ungern                                               |
| 1956            | Tokyo        | Japan           | Tjeckoslovakien           | Kina                                                 |
| 1956            | Tokyo        | Japan           | Tjeckoslovakien           | Rumänien                                             |
| 1957            | Stockholm    | Japan           | Ungern                    | Kina                                                 |
| 1957            | Stockholm    | Japan           | Ungern                    | Tjeckoslovakien                                      |
| 1959            | Dortmund     | Japan           | Ungern                    | Kina                                                 |
| 1959            | Dortmund     | Japan           | Ungern                    | Sydvietnam                                           |
| 1961            | Peking       | Kina            | Japan                     | Ungern                                               |
| 1963            | Prag         | Kina            | Japan                     | Sverige                                              |
| 1963            | Prag         | Kina            | Japan                     | Västtyskland                                         |
| 1965            | Ljubljana    | Kina            | Japan                     | Nordkorea                                            |
| 1967            | Stockholm    | Japan           | Nordkorea                 | Sverige                                              |
| 1969            | München      | Japan           | Västtyskland              | Jugoslavien                                          |
| 1971            | Nagoya       | Kina            | Japan                     | Jugoslavien                                          |
| 1973            | Sarajevo     | Sverige         | Kina                      | Japan                                                |
| 1975            | Calcutta     | Kina            | Jugoslavien               | Sverige                                              |
| 1977            | Birmingham   | Kina            | Japan                     | Sverige                                              |
| 1979            | Pyongyang    | Ungern          | Kina                      | Japan                                                |
| 1981            | Novi Sad     | Kina            | Ungern                    | Japan                                                |
| 1983            | Tokyo        | Kina            | Sverige                   | Ungern                                               |
| 1985            | Göteborg     | Kina            | Sverige                   | Polen                                                |
| 1987            | New Delhi    | Kina            | Sverige                   | Nordkorea                                            |
| 1989            | Dortmund     | Sverige         | Kina                      | Nordkorea                                            |
| 1991            | Chiba        | Sverige         | Jugoslavien               | Tjeckoslovakien                                      |
| 1993            | Göteborg     | Sverige         | Kina                      | Tyskland                                             |
| 1995            | Tianjin      | Kina            | Sverige                   | Sydkorea                                             |
| 1997            | Manchester   | Kina            | Frankrike                 | Sydkorea                                             |
| 2000            | Kuala Lumpur | Sverige         | Kina                      | Italien                                              |
| 2000            | Kuala Lumpur | Sverige         | Kina                      | Japan                                                |
| 2001            | Osaka        | Kina            | Belgien                   | Sydkorea                                             |
| 2001            | Osaka        | Kina            | Belgien                   | Sverige                                              |
| 2004            | Doha         | Kina            | Tyskland                  | Sydkorea                                             |
| 2006            | Bremen       | Kina            | Sydkorea                  | Tyskland                                             |
| 2006            | Bremen       | Kina            | Sydkorea                  | Hongkong                                             |
| 2008            | Guangzhou    | Kina            | Sydkorea                  | Hongkong                                             |
| 2008            | Guangzhou    | Kina            | Sydkorea                  | Japan                                                |
| 2010            | Moskva       | Kina            | Tyskland                  | Japan                                                |
| 2010            | Moskva       | Kina            | Tyskland                  | Sydkorea                                             |
| 2012            | Dortmund     | Kina            | Tyskland                  | Japan                                                |
| 2012            | Dortmund     | Kina            | Tyskland                  | Sydkorea                                             |
| 2014            | Tokyo        | Kina            | Tyskland                  | Kina-Taipei                                          |
| 2014            | Tokyo        | Kina            | Tyskland                  | Japan                                                |
| 2016            | Kuala Lumpur | Kina            | Japan                     | Sydkorea                                             |
| 2016            | Kuala Lumpur | Kina            | Japan                     | England                                              |
| 2018            | Halmstad     | Kina            | Tyskland                  | Sydkorea                                             |
| 2018            | Halmstad     | Kina            | Tyskland                  | Sverige                                              |
| 2022            | Chengdu      | Kina            | Tyskland                  | Japan                                                |
| 2022            | Chengdu      | Kina            | Tyskland                  | Sydkorea                                             |
| 2024            | Busan        | Kina            | Frankrike                 | Kinesiska Taipei                                     |
| 2024            | Busan        | Kina            | Frankrike                 | Sydkorea                                             |

#### Resultat på nationsnivå i lagtävlingen
| Lag         | Guld | Silver                                     | Brons                                                   |
| ----------- | --- | ------------------------------------------ | ------------------------------------------------------- |
| Kina        | 23 (1961, '63, '65, '71, '75, '77, '81, '83, '85, '87, '95, '97, 2001, '04, '06, '08, '10, '12, '14, '16, '18, '22, '24) | 5 (1973, '79, '89, '93, 2000)              | 3 (1956, '57, '59)                                      |
| Ungern      | 12 (1926, '28, '29, '30, '31, '33x2, '35, '38, '49, '52, '79)                                                            | 8 (1932, '37, '50, '51, '53, 57, '59, '81) | 4 (1936, '55, '61, '83)                                 |
| Japan       | 7 (1954, '55, '56, '57, '59, '67, '69)                                                                                   | 6 (1961, '63, '65, '71, '77, 2016)         | 10 (1952, '73, '79, '81, 2000, '08, '10, '12, '14, '22) |
| Tjeckien    | 6 (1932, '39, '47, '48, '50, '51)                                                                                        | 8 (1931, '33x2, '35, '49, '54, '55, '56)   | 7 (1930, '36, '37, '38, '53, '57, '91)                  |
| Sverige     | 5 (1973, '89, '91, '93, 2000)                                                                                            | 5 (1930, '83, '85, '87, '95)               | 6 (1963, '67, '75, '77, 2001, '18)                      |
| Österrike   | 1 (1936) | 5 (1926, '28, '29, '33, '38)               | 5 (1932, '33, '35, '47, '48)                            |
| England     | 1 (1953) | 2 (1931, '52)                              | 9 (1926, '28, '29, '33, '39, '50, '54, '55, 2016)       |
| USA         | 1 (1937) | 1 (1947)                                   | 3 (1938, '48, '49)                                      |
| Tyskland    | 0 | 7 (1969, 2004, '10, '12, '14, '18, '22)    | 3 (1963, '93, 2006)                                     |
| Frankrike   | 0 | 3 (1948, '97, 2024)                        | 4 (1936, '47, '50, '53)                                 |
| Jugoslavien | 0 | 3 (1939, '75, '91)                         | 3 (1951, '69, '71)                                      |
| Sydkorea    | 0 | 2 (2006, '08)                              | 10 (1995, '97, 2001, '04, '10, '12, '16, '18, '22, '24) |
| Nordkorea   | 0 | 1 (1967)                                   | 3 (1965, '87, '89)                                      |
| Rumänien    | 0 | 1 (1936)                                   | 1 (1956)                                                |
| Belgien     | 0 | 1 (2001)                                   | 0                                                       |
| Hongkong    | 0 | 0                                          | 3 (1952, 2006, '08)                                     |
| Polen       | 0 | 0                                          | 3 (1935, '36, '85)                                      |
| Taiwan      | 0 | 0                                          | 1 (2014)                                                |
| Italien     | 0 | 0                                          | 1 (2000)                                                |
| Vietnam     | 0 | 0                                          | 1 (1959)                                                |
| Indien      | 0 | 0                                          | 1 (1926)                                                |

### Damlag
| År   | Värdstad     | Guld            | Silver          | Brons                                   |
| ---- | ------------ | --------------- | --------------- | --------------------------------------- |
| 1933 | Paris        | Tyskland        | Ungern          | Tjeckoslovakien                         |
| 1935 | Wembley      | Tjeckoslovakien | Ungern          | Tyskland                                |
| 1936 | Prag         | Tjeckoslovakien | Tyskland USA    | Ingen utsedd, då det blev delat silver. |
| 1937 | Baden        | USA             | Tyskland        | Tjeckoslovakien                         |
| 1938 | Wembley      | Tjeckoslovakien | England         | Österrike                               |
| 1939 | Kairo        | Tyskland        | Tjeckoslovakien | Rumänien                                |
| 1947 | Paris        | England         | Ungern          | Tjeckoslovakien                         |
| 1947 | Paris        | England         | Ungern          | USA                                     |
| 1948 | Wembley      | England         | Ungern          | Tjeckoslovakien                         |
| 1948 | Wembley      | England         | Ungern          | Rumänien                                |
| 1949 | Stockholm    | USA             | England         | Frankrike                               |
| 1949 | Stockholm    | USA             | England         | Ungern                                  |
| 1950 | Budapest     | Rumänien        | Ungern          | England                                 |
| 1950 | Budapest     | Rumänien        | Ungern          | Tjeckoslovakien                         |
| 1951 | Wien         | Rumänien        | Österrike       | England                                 |
| 1951 | Wien         | Rumänien        | Österrike       | Wales                                   |
| 1952 | Bombay       | Japan           | Rumänien        | England                                 |
| 1953 | Bukarest     | Rumänien        | England         | Österrike                               |
| 1953 | Bukarest     | Rumänien        | England         | Ungern                                  |
| 1954 | Wembley      | Japan           | Ungern          | England                                 |
| 1955 | Utrecht      | Rumänien        | Japan           | England                                 |
| 1956 | Tokyo        | Rumänien        | England         | Japan                                   |
| 1957 | Stockholm    | Japan           | Rumänien        | Kina                                    |
| 1959 | Dortmund     | Japan           | Sydkorea        | Kina                                    |
| 1961 | Peking       | Japan           | Kina            | Rumänien                                |
| 1963 | Prag         | Japan           | Rumänien        | Kina                                    |
| 1963 | Prag         | Japan           | Rumänien        | Ungern                                  |
| 1965 | Ljubljana    | Kina            | Japan           | England                                 |
| 1967 | Stockholm    | Japan           | Sovjetunionen   | Ungern                                  |
| 1969 | München      | Sovjetunionen   | Rumänien        | Japan                                   |
| 1971 | Nagoya       | Japan           | Kina            | Sydkorea                                |
| 1973 | Sarajevo     | Sydkorea        | Kina            | Japan                                   |
| 1975 | Calcutta     | Kina            | Sydkorea        | Japan                                   |
| 1977 | Birmingham   | Kina            | Sydkorea        | Nordkorea                               |
| 1979 | Pyongyang    | Kina            | Nordkorea       | Japan                                   |
| 1981 | Novi Sad     | Kina            | Sydkorea        | Nordkorea                               |
| 1983 | Tokyo        | Kina            | Japan           | Nordkorea                               |
| 1985 | Göteborg     | Kina            | Nordkorea       | Sydkorea                                |
| 1987 | New Delhi    | Kina            | Sydkorea        | Ungern                                  |
| 1989 | Dortmund     | Kina            | Sydkorea        | Hongkong                                |
| 1991 | Chiba        | Korea           | Kina            | Frankrike                               |
| 1993 | Göteborg     | Kina            | Nordkorea       | Sydkorea                                |
| 1995 | Tianjin      | Kina            | Sydkorea        | Hongkong                                |
| 1997 | Manchester   | Kina            | Nordkorea       | Tyskland                                |
| 2000 | Kuala Lumpur | Kina            | Kina-Taipei     | Rumänien                                |
| 2000 | Kuala Lumpur | Kina            | Kina-Taipei     | Sydkorea                                |
| 2001 | Osaka        | Kina            | Nordkorea       | Japan                                   |
| 2001 | Osaka        | Kina            | Nordkorea       | Sydkorea                                |
| 2004 | Doha         | Kina            | Hongkong        | Japan                                   |
| 2006 | Bremen       | Kina            | Hongkong        | Vitryssland                             |
| 2006 | Bremen       | Kina            | Hongkong        | Japan                                   |
| 2008 | Guangzhou    | Kina            | Singapore       | Hongkong                                |
| 2008 | Guangzhou    | Kina            | Singapore       | Japan                                   |
| 2010 | Moskva       | Singapore       | Kina            | Tyskland                                |
| 2010 | Moskva       | Singapore       | Kina            | Japan                                   |
| 2012 | Dortmund     | Kina            | Singapore       | Hongkong                                |
| 2012 | Dortmund     | Kina            | Singapore       | Sydkorea                                |
| 2014 | Tokyo        | Kina            | Japan           | Hongkong                                |
| 2014 | Tokyo        | Kina            | Japan           | Singapore                               |
| 2016 | Kuala Lumpur | Kina            | Japan           | Kinesiska Taipei                        |
| 2016 | Kuala Lumpur | Kina            | Japan           | Nordkorea                               |
| 2018 | Halmstad     | Kina            | Japan           | Hongkong                                |
| 2018 | Halmstad     | Kina            | Japan           | Korea                                   |
| 2022 | Chengdu      | Kina            | Japan           | Kinesiska Taipei                        |
| 2022 | Chengdu      | Kina            | Japan           | Tyskland                                |
| 2024 | Busan        | Kina            | Japan           | Frankrike                               |
| 2024 | Busan        | Kina            | Japan           | Hongkong                                |

#### Resultat på nationsnivå i lagtävlingen
| Lag       | Guld | Silver                                       | Brons                                                   |
| --------- | --- | -------------------------------------------- | ------------------------------------------------------- |
| Kina      | 23 (1965, '75, '77, '79, '81, '83, '85, '87, '89, '93, '95, '97, 2000, '01, '04, '06, '08, '12, '14, '16, '18, '22, '24) | 5 (1961, '71, '73, '91, 2010)                | 3 (1957, '59, '63)                                      |
| Japan     | 8 (1952, '54, '57, '59, '61, '63, '67, '71)                                                                              | 8 (1955, '65, '83, 2014, '16, '18, '22, '24) | 10 (1956, '69, '73, '75, '79, 2001, '04, '06, '08, '10) |
| Rumänien  | 5 (1950, '51, '53, '55, '56)                                                                                             | 4 (1952, '57, '63, '69)                      | 4 (1939, '48, '61, 2000)                                |
| Tjeckien  | 3 (1935, '36, '38) | 1 (1939)                                     | 5 (1933, '37, '47, '48, '50)                            |
| England   | 2 (1947,'48) | 4 (1938, '49, '53, '56)                      | 6 (1950, '51, '52, '54, '55, '65)                       |
| Tyskland  | 2 (1933, '39) | 2 (1936, '37)                                | 4 (1935, '97, 2010, 2022)                               |
| USA       | 2 (1937, '49) | 1 (1936)                                     | 1 (1947)                                                |
| Sydkorea  | 1 (1973) | 7 (1959, '75, '77, '81, '87, '89, '95)       | 6 (1971, '85, '93, 2000, '01, '12)                      |
| Singapore | 1 (2010) | 2 (2008, '12)                                | 1 (2014)                                                |
| Ryssland  | 1 (1969) | 1 (1967)                                     | 0                                                       |
| Korea     | 1 (1991) | 0                                            | 1 (2018)                                                |
| Ungern    | 0 | 6 (1933, '35, '47, '48, '50, '54)            | 5 (1949, '53, '63, '67, '87)                            |
| Nordkorea | 0 | 5 (1979, '85, '93, '97, 2001)                | 4 (1977, '81, '83, 2016)                                |
| Hongkong  | 0 | 2 (2004, '06)                                | 7 (1989, '95, 2008, '12, '14, '18, '24)                 |
| Österrike | 0 | 1 (1951)                                     | 2 (1938, '53)                                           |
| Taiwan    | 0 | 1 (2000)                                     | 2 (2016, 2022)                                          |
| Frankrike | 0 | 0                                            | 3 (1949, '91, 2024)                                     |
| Belarus   | 0 | 0                                            | 1 (2006)                                                |
| Wales     | 0 | 0                                            | 1 (1951)                                                |